# Marija Szarapowa
Marija Jurjewna Szarapowa (ros. Мария Юрьевна Шарапова, IPA: /mɐˈrʲijə ˈjurʲjɪvnə ʂɐˈrapəvə/ posłuchajⓘ; ur. 19 kwietnia 1987 w Niaganiu) – rosyjska tenisistka, wielokrotna liderka rankingu WTA Tour, srebrna medalistka igrzysk olimpijskich w Londynie w 2012 roku w grze pojedynczej, zwyciężczyni 36 turniejów singlowych oraz 3 deblowych, modelka, ambasador dobrej woli UNDP, od 1994 roku stała rezydentka Stanów Zjednoczonych.
Szarapowa zostawała liderką rankingu singlowego WTA pięciokrotnie. Łącznie przewodziła stawce tenisistek przez 21 tygodni, po raz pierwszy 22 sierpnia 2005, a po raz ostatni 8 lipca 2012. Jest ona także zdobywczynią karierowego Wielkiego Szlema; pięciokrotnie zwyciężała w turniejach wielkoszlemowych: Wimbledonie 2004, US Open 2006, Australian Open 2008 i French Open 2012 oraz 2014. Pięć razy przegrywała również w finałach wielkoszlemowych – podczas Australian Open z lat 2007, 2012 i 2015, Wimbledonu w 2011 roku oraz French Open w 2013 roku. Na korcie zarobiła prawie 40 mln dolarów, co daje jej trzecie miejsce w historii, a w połączeniu z kontraktami reklamowymi pozwoliło przewodzić liście najbogatszych kobiet sportu przez 11 lat.
Marija Szarapowa jest tenisistką praworęczną z oburęcznym backhandem. Status profesjonalny przyjęła 19 kwietnia 2001 roku, a pierwszy turniej kategorii WTA wygrała w Tokio w 2003 roku. Zmagania w Pucharze Federacji rozpoczęła w 2008 roku, mimo że status profesjonalny uzyskała siedem lat wcześniej. Powodem rezygnacji Szarapowej z udziału w tych zawodach była jej sprzeczka z Anastasiją Myskiną.
7 marca 2016 Szarapowa ujawniła, że nie przeszła testów antydopingowych przeprowadzonego podczas Australian Open. Rosjanka zażywała meldonium, substancję zakazaną przez Światową Agencję Antydopingową (WADA) od 1 stycznia 2016. 8 czerwca została zawieszona przez Międzynarodową Federację Tenisową (ITF) na dwa lata, natomiast 4 października Trybunał Arbitrażowy ds. Sportu (CAS) w Lozannie skrócił dyskwalifikację do 15 miesięcy. Kara obowiązywała od 26 stycznia 2016 do 26 kwietnia 2017.
12 września 2017 opublikowana została autobiografia tenisistki pt. „Unstoppable. My life so far”.

## Życiorys

### Dzieciństwo
W 1986 roku rodzice Marii Szarapowej, Jurij i Jelena, przenieśli się z Homla (obecnie Białoruś) na Syberię, uciekając od skutków katastrofy w Czarnobylu. Marija Szarapowa urodziła się rok później w Niaganiu.
Marija Szarapowa zaczęła odbijać piłki tenisowe w wieku czterech lat. Pierwszą rakietę podarował jej wtedy przyjaciel Jurija – ojciec tenisisty Jewgienija Kafielnikowa. Dwa lata później, na turnieju w Moskwie, jej talent został odkryty przez wielokrotną zwyciężczynię turniejów wielkoszlemowych – Martinę Navrátilovą. Choć nie potrafiła mówić po angielsku, to w 1994 roku wraz z ojcem przeniosła się na Florydę, do Bradenton, gdzie chciała uczęszczać do akademii Nicka Bollettieriego. Jej matka do Stanów Zjednoczonych przyleciała dwa lata później, co było spowodowane kłopotami finansowymi oraz problemami z uzyskaniem wizy. Jej ojciec miał problemy ze znalezieniem pracy – pomagał m.in. w zmywaniu naczyń z dala od domu. W 1995 roku firma IMG zgodziła się uiszczać co roku 35 000 dolarów opłaty za kształcenie Marii w szkole tenisowej Bollettieriego. Rozpoczęła ona tam naukę w wieku dziewięciu lat, a jej trenerem został Robert Lansdorp. W 1997 roku zawarła kontrakt reklamowy z firmą Nike.

### Kariera tenisowa

#### Lata 2000–2003
W listopadzie 2000 roku, mając trzynaście lat, Szarapowa zwyciężyła w międzynarodowych mistrzostwach świata juniorów w tenisie ziemnym do lat szesnastu. Rosyjska tenisistka otrzymała też nagrodę Rising Star Award, która jest przyznawana obiecującym sportowcom.
Marija Szarapowa zadebiutowała jako profesjonalistka 19 kwietnia 2001 roku w zawodach rangi ITF w Sarasocie. Swój pierwszy seniorski mecz przegrała stosunkiem 7:6(2), 4:6, 4:6 z Amerykanką Karin Miller. W turnieju rangi WTA zadebiutowała w 2002 roku, w Indian Wells. Wystąpiła z dziką kartą, a w pierwszej rundzie pokonała Brie Rippner 5:7, 6:1, 6:2. W kolejnym meczu uległa rozstawionej z numerem czwartym Monice Seles 0:6, 2:6. Ze względu na restrykcje dotyczące udziału w profesjonalnych turniejach, Szarapowa postanowiła przeznaczyć czas na udział w juniorskich turniejach wielkoszlemowych. W 2002 roku doszła do finału juniorskiego Australian Open. Była ona najmłodszą zawodniczką, której się to udało. W tym samym sezonie grała również w finale juniorskiego Wimbledonu.
W roku 2003 Rosjanka grała przez cały sezon w profesjonalnych rozgrywkach. Awansowała wtedy do czołowej pięćdziesiątki kobiecego tenisa. Występowała na kortach wielkoszlemowych w Australii oraz Francji, ale w obu imprezach odpadała w pierwszej rundzie turnieju głównego. W Wimbledonie doszła do czwartej rundy, w której to przegrała z rodaczką – Swietłaną Kuzniecową – po trzysetowym pojedynku. Przed Wimbledonem doszła do półfinału turnieju w Birmingham, w którym przegrała z Shinobu Asagoe po trzech setach gry. We wrześniu wygrała swój pierwszy zawodowy turniej – Japan Open Tennis Championships w Tokio. W tym samym roku Rosjanka wygrała jeszcze jeden turniej singlowy (w Québecu) oraz dwa deblowe (ponownie w Tokio i w Luksemburgu). Jej partnerką w zawodach gry podwójnej była Tamarine Tanasugarn. Pod koniec roku otrzymała nagrodę WTA dla najlepszej debiutantki.

#### Sezon 2004
Rok rozpoczęła rozstawiona z numerem dwudziestym ósmym w Australian Open. Doszła w nim do trzeciej rundy, pokonując Conchitę Martínez Granados i Lindsay Lee-Waters, a przegrywając z szóstą w rankingu WTA Tour Anastasiją Myskiną, 4:6, 6:1, 2:6.
W turnieju w Tokio przegrała w drugim meczu z Danielą Hantuchovą. Następnie wystąpiła w turnieju w Memphis. Doszła tam do półfinału, przegrywając z „turniejową jedynką”, Wierą Zwonariową. W turnieju w Indian Wells osiągnęła czwartą rundę, przegrywając z Anastasiją Myskiną 1:6, 2:6. Na zawodach w Miami w trzeciej rundzie uległa turniejowemu numerowi jeden Serenie Williams 4:6, 3:6.
W maju, zarówno w turnieju w Berlinie, jak i w Rzymie, dochodziła do trzeciej rundy, przegrywając w nich kolejno z Jennifer Capriati i Silvią Fariną Elią. Rozstawiona z numerem osiemnastym osiągnęła ćwierćfinał French Open. W trzeciej rundzie zwyciężyła z Wierą Zwonariową, która w turnieju występowała z „dziesiątką”. W meczu o półfinał przegrała z Paolą Suárez wynikiem 1:6, 3:6.
W Birmingham, tuż przed wielkoszlemowym Wimbledonem, po pokonaniu Tatiany Golovin w finale, wygrała trzeci turniej WTA w karierze.

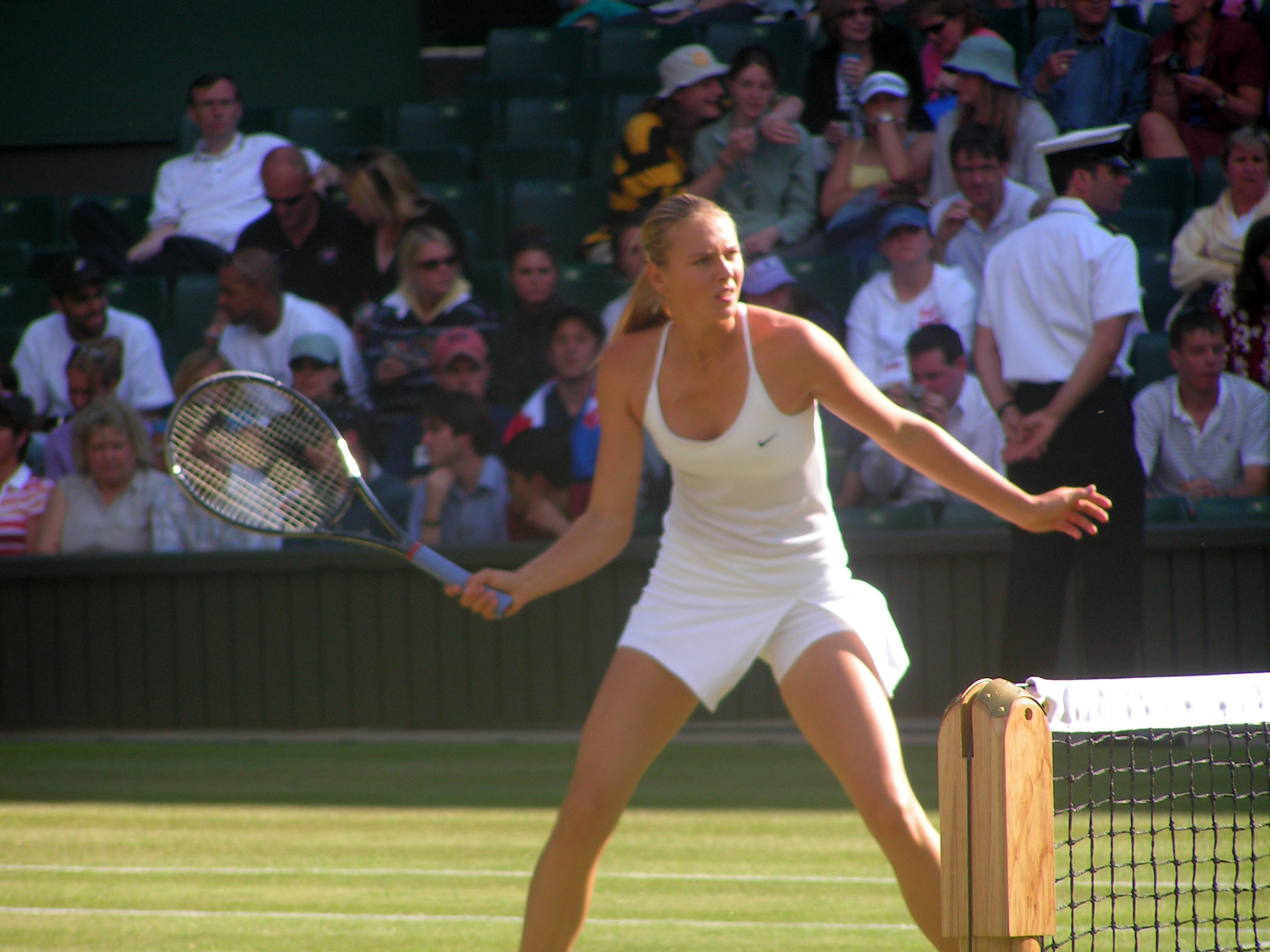
Marija Szarapowa na Wimbledonie 2004

Na Wimbledonie 2004 rozstawiona była z numerem trzynastym. Podczas pierwszych rund turnieju pokonywała w dwóch setach takie zawodniczki jak Juliję Bejhelzimer, Anne Keothavong, Danielę Hantuchovą oraz Amy Frazier. W ćwierćfinale spotkała się z wyżej notowaną Ai Sugiyamą, którą pokonała po pojedynku trwającym trzy sety. Jej półfinałowa rywalka – Lindsay Davenport, choć prowadziła 6:2 i 3:1, uległa Szarapowej 6:2, 6:7(5), 1:6. W meczu mistrzowskim Rosjanka grała przeciwko liderce rankingu, Serenie Williams. Pojedynek, trwający 73 minuty, zakończył się zwycięstwem Szarapowej 6:1, 6:4. Został on okrzyknięty najbardziej niesamowitym, a przy tym dramatycznym meczem zapadającym w pamięci. Sama mistrzyni nazwana została poważną rywalką dla sióstr Williams oraz konkurentką w drodze po kolejne trofea. Po turnieju po raz pierwszy awansowała do pierwszej dziesiątki rankingu singlowego.
Portale informacyjne oraz inne media zaczęły zwracać większą uwagę na Szarapową po jej wielkoszlemowym zwycięstwie. Zainteresowanie Rosjanką zostało nazwane przez dziennikarzy „Marią Manią”. W sierpniu podpisała trzyletni kontrakt z firmą Motorola.
W następnych występach dotarła do ćwierćfinału w San Diego, gdzie została wyeliminowana przez Anastasiję Myskinę 5:7, 2:6 oraz trzeciej rundy w Montrealu, przegrywając 6:4, 4:6, 4:6 z Wierą Zwonariową. Osoby związane z tenisistką pokładały wielkie nadzieję na jej dobry wynik podczas US Open. Mimo zaprzeczeń nowojorskich oficjeli, dyrektor US Open do spraw marketingu i komunikacji David Newman przyznał, że sukces Rosjanki na Wimbledonie przyczynił się do wzrostu sprzedaży biletów. Sama tenisistka doszła jednak tylko do trzeciej rundy jednego z najbardziej prestiżowych turniejów świata. Uległa w niej Mary Pierce 6:4, 2:6, 3:6.
Szarapowa w sezonie 2004 zwyciężyła także w finale turnieju w Seulu, w którym to pokonała Martę Domachowską 6:1, 6:1. Tydzień później wygrała AIG Japan Open Tennis Championships w Tokio.
Pod koniec sezonu przegrała w finale halowego turnieju w Zurychu z Alicią Molik. Odpadła także w półfinale imprezy w Filadelfii. Zapewniła sobie udział w turnieju kończącym sezon, WTA Tour Championships w Los Angeles, gdzie wygrała dwa z trzech meczów i awansowała do fazy pucharowej. W półfinale pokonała Anastasiję Myskinę 2:6, 6:2, 6:2, a w finale, Serenę Williams 4:6, 6:2, 6:4. Sezon zakończyła na czwartym miejscu w rankingu WTA. W samym 2004 roku zarobiła 2,5 mln dolarów, najwięcej spośród wszystkich tenisistek.

#### Sezon 2005

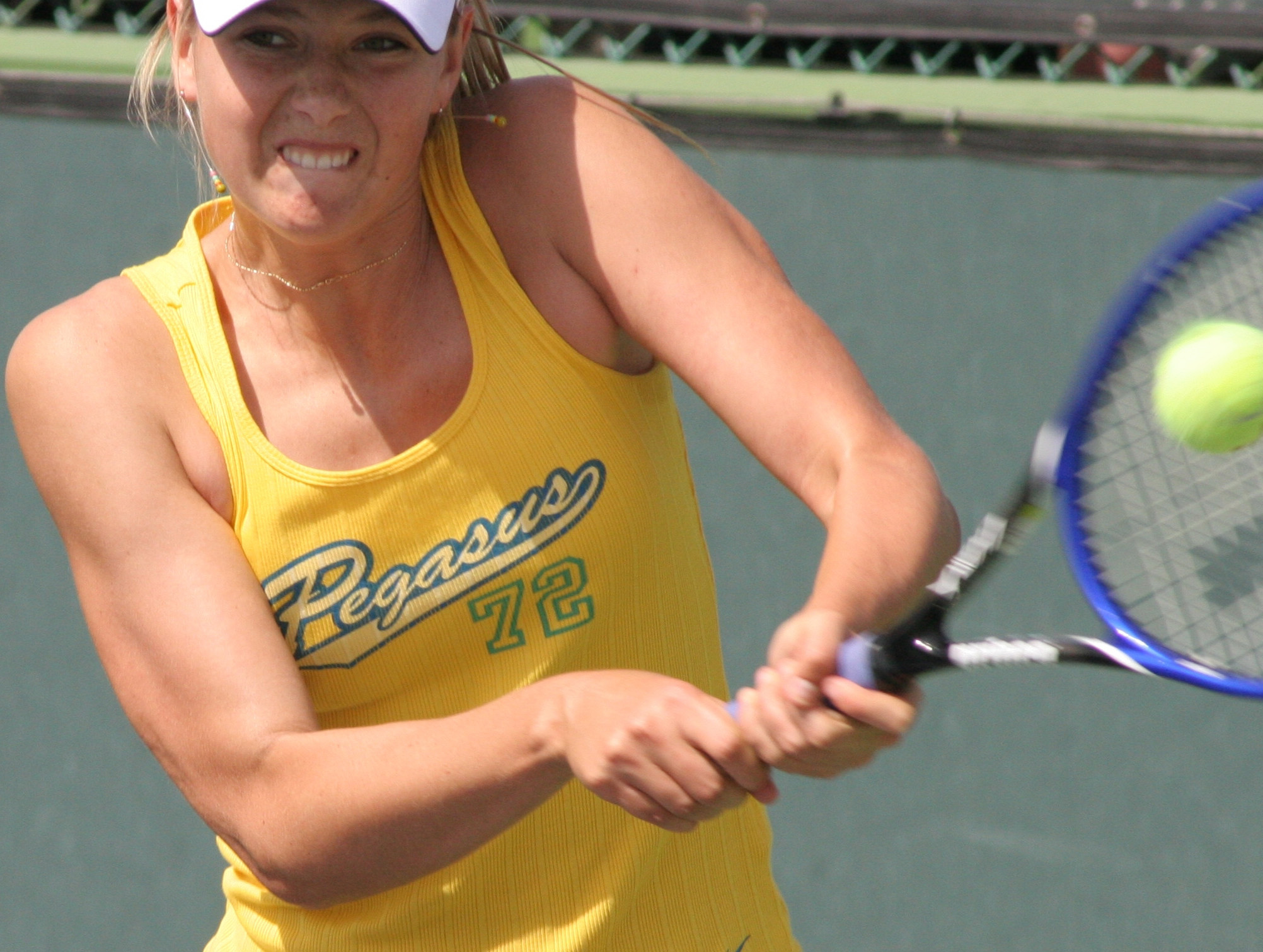
Szarapowa w trakcie treningu w Indian Wells (2005)

Pierwszym startem Marii Szarapowej w roku 2005 był udział w Australian Open. Jako tenisistka rozstawiona z numerem czwartym, w drodze do półfinału wyeliminowała między innymi Li Na i Swietłanę Kuzniecową. W meczu o drugi wielkoszlemowy finał w swoje karierze uległa Serenie Williams 6:2, 5:7, 6:8.
Pierwsze zwycięstwo w sezonie 2005 Rosjanka odniosła w lutym. Triumfowała wtedy na dywanowych kortach w Tokio, gdzie w finale pokonała Lindsay Davenport. Po tym występie Szarapowa po raz pierwszy w swojej karierze awansowała na trzecie miejsce rankingu singlowego. Dwa tygodnie później zdobyła puchar turnieju Qatar Ladies Open w Dosze, zwyciężając nad Alicią Molik.
Następnie wystartowała w amerykańskich turniejach kategorii pierwszej: Pacific Life Open i NASDAQ-100 Open. W ćwierćfinale pierwszego z nich pokonała Mary Pierce 6:4, 6:3, rewanżując się za porażkę w trzeciej rundzie US Open 2004. W następnym meczu przeciwko Davenport nie ugrała nawet jednego gema. W drugim turnieju wyeliminowała dwie byłe liderki rankingu WTA: Justine Henin-Hardenne w ćwierćfinale i Venus Williams w półfinale. W finale przegrała z Kim Clijsters 3:6, 5:7.
Sezon na kortach ziemnych rozpoczęła od osiągnięcia ćwierćfinału w turnieju w Berlinie, gdzie została pokonana przez Justine Henin-Hardenne. Doszła także do półfinału rzymskiego Internazionali BNL d’Italia, przegrywając w meczu o finał z Patty Schnyder. Na French Open, jako „turniejowa dwójka”, w pierwszych czterech meczach straciła jednego seta. Rosjanka odpadła w ćwierćfinale, po kolejnej porażce z Henin-Hardenne.
Przed Wimbledonem wystąpiła w Birmingham na DFS Classic. Pokonała tam między innymi Samanthę Stosur i Tatianę Golovin. W ostatnim pojedynku zwyciężyła Jelenę Janković 6:2, 4:6, 6:1. Wówczas wygrała swój dziesiąty turniej WTA, a trzeci na nawierzchni trawiastej. Na Wimbledonie, jako obrończyni tytułu, została rozstawiona z numerem drugim. W pierwszych pięciu meczach, bez starty seta, wyeliminowała kolejno: Nurię Llagostera Vives, Sesił Karatanczewą, Katarinę Srebotnik, Nathalie Dechy i Nadieżdę Pietrową. W półfinale została pokonana przez turniejowy numer czternaście – Venus Williams, wynikiem 6:7(2), 1:6.
W lipcu i sierpniu, z powodu kontuzji doznanych na Wimbledonie, w rozgrywkach nie występowała liderka rankingu singlowego – Lindsay Davenport. Uniemożliwiło jej to obronę punktów zdobytych na US Open Series 2004. Rosjanka, choć także kontuzjowana, wzięła udział w zawodach w Los Angeles. Swój występ zakończyła na ćwierćfinale, który oddała walkowerem. 22 sierpnia 2005 roku Marija Szarapowa awansowała na pierwsze miejsce rankingu WTA. Tydzień później Davenport wygrała imprezę Pilot Pen Tennis w New Haven i odzyskała utraconą pozycję rankingową.
Na przełomie sierpnia i września rosyjska tenisistka wystartowała w ostatnim wielkoszlemowym turnieju w kalendarzu – US Open. Na twardych kortach w Nowym Jorku osiągnęła półfinał, przegrywając z Kim Clijsters 2:6, 7:6(5), 3:6. 12 września 2005 roku Szarapowa ponownie objęła prowadzenie w rankingu WTA, lecz po sześciu tygodniach została wyprzedzona przez Lindsay Davenport.
Ostatnim rozegranym przez nią turniejem był WTA Tour Championships w Madrycie. W fazie grupowej pokonała Lindsay Davenport i Patty Schnyder, ale uległa Nadieżdzie Pietrowej. Rezultaty te pozwoliły jej na awans do fazy pucharowej. Zawody zakończyła na półfinale, odpadając po przegranym meczu z Amélie Mauresmo 6:7(1), 3:6. Sezon, po raz drugi z rzędu, zakończyła na czwartej pozycji w rankingu WTA. W samym roku 2005 zarobiła prawie 2 mln dolarów.

#### Sezon 2006
W styczniu 2006 roku wystąpiła w Australian Open. Rozstawiona z numerem czwartym Rosjanka pokonała między innymi Danielę Hantuchovą i Nadieżdę Pietrową. W półfinale przegrała w trzech setach z Justine Henin-Hardenne. Tydzień później osiągnęła także półfinał w Tokio, w którym została wyeliminowana przez Martinę Hingis.
Następnie wzięła udział w turnieju Dubai Duty Free Tennis Championships w Dubaju. Wygrała tam z Wierą Duszewiną, Martiną Hingis i Lindsay Davenport. W finale została pokonana przez Justine Henin-Hardenne wynikiem 5:7, 2:6. W marcu, po raz pierwszy w swojej karierze, zdobyła tytuł zawodów kategorii pierwszej. Miało to miejsce w Indian Wells, gdzie w finale wygrała z Jeleną Diemientjewą 6:1, 6:2. Dwa tygodnie później doszła do finału w Miami, jednak w decydującym meczu uległa Swietłanie Kuzniecowej 3:6, 4:6.
Szarapowa nie występowała na turniejach poprzedzających Roland Garros z powodu kontuzji. Na French Open została rozstawiona z „czwórką”. W pierwszym meczu po prawie dwumiesięcznej przerwie pokonała Mashonę Washington 6:2, 5:7, 7:5, broniąc piłek meczowych w decydującym secie. Następnie wyeliminowała Ivetę Benešovą oraz Alicię Molik. W czwartej rundzie została pokonana przez rozstawioną z numerem czternastym Dinarę Safinę wynikiem 5:7, 6:2, 5:7.
Sezon na kortach trawiastych rozpoczęła od udziału w turnieju w Birmingham. Rozstawiona z numerem pierwszym Rosjanka osiągnęła półfinał, w którym przegrała z Jameą Jackson. Następnie została rozstawiona z numerem czwartym na Wimbledonie. Pokonała tam między innymi Flavię Pennettę i Jelenę Diemientjewą. W meczu o finał została wyeliminowana przez Amélie Mauresmo 3:6, 6:3, 2:6.

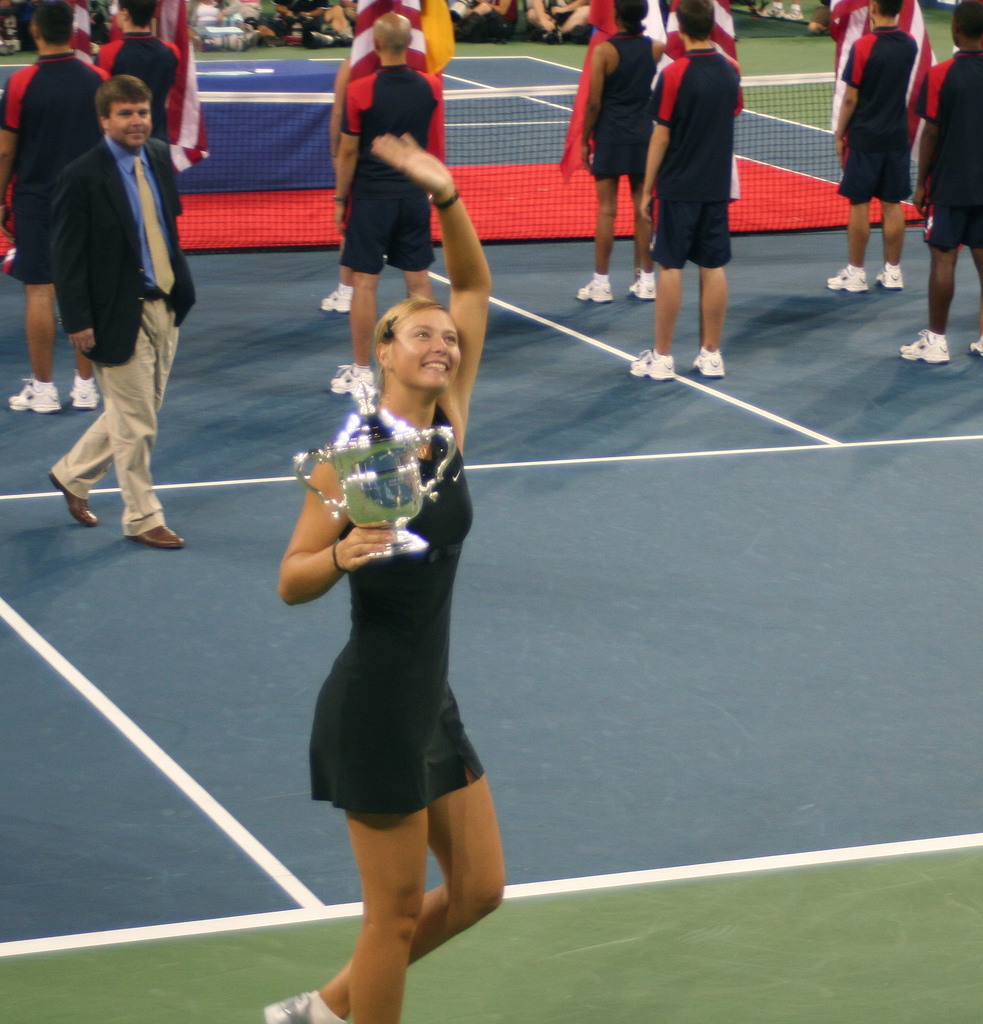
Szarapowa z trofeum turnieju US Open 2006

Szarapowa wygrała zawody w San Diego, pokonując Mary Pierce, Patty Schnyder i Kim Clijsters w finale. W półfinale turnieju w Los Angeles przegrała z Jeleną Diemientjewą. Podczas US Open rozstawiono ją z numerem trzecim. W pierwszych czterech rundach wyeliminowała kolejno: Michaellę Krajicek, Émilie Loit, Jelenę Lichowcewą oraz Li Na. W ćwierćfinale zwyciężyła z Tatianą Golovin 7:6(4), 7:6(0), a w półfinale, po raz pierwszy w karierze, pokonała Amélie Mauresmo wynikiem 6:0, 4:6, 6:0. Swój drugi wielkoszlemowy finał wygrała z Justine Henin-Hardenne 6:4, 6:4. Dzięki drugiej pozycji w US Open Series 2006 za zwycięstwo w turnieju zdobyła pół miliona dolarów premii.
Imprezę w Moskwie rozpoczęła od zwycięstwa z Jekatieriną Byczkową. Drugi mecz, przeciwko Annie Czakwetadze, oddała walkowerem z powodu kontuzji. Pod koniec października wygrała dwa turnieje WTA. Najpierw triumfowała w zawodach kategorii pierwszej w Zurychu, pokonując w finale Danielę Hantuchovą 6:1, 4:6, 6:3. Tydzień później, po wygranej z Nadią Pietrową, zdobyła puchar Generali Ladies Linz.
W kończącym sezon turnieju WTA Tour Championships, który odbył się w Madrycie, została przyporządkowana do grupy czerwonej, w której grały również Kim Clijsters, Swietłana Kuzniecowa i Jelena Diemientjewa. Rosyjska tenisistka wygrała wszystkie trzy spotkania, nie tracąc seta. W półfinale została pokonana przez Justine Henin-Hardenne 2:6, 6:7(5).
Marija Szarapowa zakończyła sezon jako wiceliderka rankingu z dorobkiem 3532 punktów. W 2006 roku zarobiła blisko 3,8 mln dolarów.

#### Sezon 2007

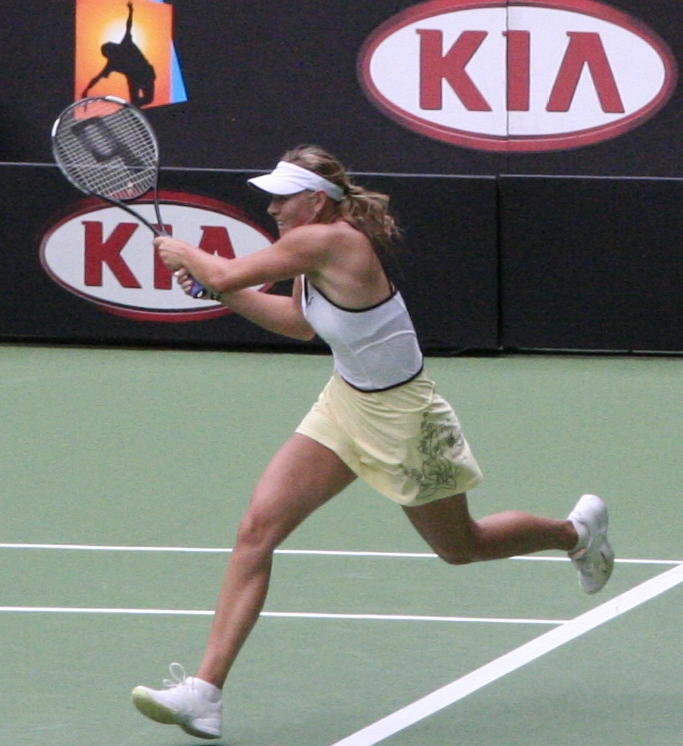
Szarapowa na Australian Open 2007

Z powodu nieobecności Justine Henin, Szarapowa była najwyżej rozstawioną zawodniczką Australian Open. Spotkanie pierwszej rundy z Camille Pin grała w pełnym słońcu i temperaturze sięgającej 36 °C. Prowadząc 5:0 w trzecim secie, wygrała go 9:7. Skarżyła się ponadto na urojenia i skurcze mięśni brzucha. Po meczu Rosjanka powiedziała: „to było nieludzkie pozwolić nam grać w takich warunkach”. Zamknięcie dachu na korcie nastąpiło dopiero po zakończeniu tego pojedynku. Następnie, nie tracąc seta, doszła do finału, eliminując Annę Czakwetadze w ćwierćfinale i Kim Clijsters w półfinale. W decydującym meczu została pokonana 1:6, 2:6 przez Serenę Williams. 29 stycznia 2007 roku, po zakończeniu zawodów na twardych kortach w Melbourne, Marija Szarapowa awansowała na pierwsze miejsce w rankingu WTA.
Następnie zagrała w Toray Pan Pacific Open w Tokio, gdzie skreczowała w półfinałowym meczu z Aną Ivanović z powodu kontuzji kolana. W marcowych turniejach w Indian Wells i w Miami została rozstawiona z numerem pierwszym. W obu zawodach odpadła w czwartej rundzie: na Pacific Life Open przegrała z Wierą Zwonariową, a na Sony Ericsson Open z Sereną Williams. 19 marca została wyprzedzona przez Justine Henin w rankingu singlowym.
Przez większą część sezonu na kortach ziemnych, podobnie jak w roku 2006, Szarapowa nie grała z powodu kontuzji. Wystąpiła w turnieju w Stambule, gdzie została rozstawiona z numerem pierwszym. W pierwszych dwóch meczach wyeliminowała Cwetanę Pironkową i Agnieszkę Radwańską. Zawody zakończyła na półfinale, w którym pokonała ją Aravane Rezaï.
Na French Open, rozgrywanym na przełomie maja i czerwca, grała jako turniejowy numer dwa. W pierwszych trzech meczach pokonała kolejno: Émilie Loit, Jill Craybas i Ałłę Kudriawcewą. Mecz czwartej rundy przeciwko Patty Schnyder wygrała 3:6, 6:4, 9:7, a w ćwierćfinale pokonała w dwóch setach Annę Czakwetadze. W swoim pierwszym półfinale w Paryżu przegrała z rozstawioną z numerem siódmym Aną Ivanović 2:6, 1:6.
Tydzień później osiągnęła finał trawiastego turnieju w Birmingham, w którym uległa Jelenie Janković 6:4, 3:6, 5:7. Na Wimbledonie rozstawiona z numerem drugim Rosjanka wygrała z Chan Yung-jan, Séverine Brémond i Ai Sugiyamą. Odpadła w czwartej rundzie, gdzie została pokonana przez turniejowy numer dwadzieścia trzy – Venus Williams, wynikiem 1:6, 3:6. Był to najsłabszy występ Szarapowej w Londynie od 2003 roku.
US Open Series 2007 rozpoczęła od zawodów Acura Classic, broniąc tytułu zdobytego w 2006 roku. Rosyjska tenisistka awansowała do finału nie tracąc seta. W decydującym pojedynku wygrała z Patty Schnyder 6:2, 3:6, 6:0 i zdobyła swój jedyny puchar w sezonie 2007. Następnie zagrała w Los Angeles. Po wygranym ćwierćfinale z Jeleną Diemientjewą, mecz półfinałowy, przeciwko Nadieżdzie Pietrowej, oddała walkowerem. Podczas US Open, jako triumfatorka tego turnieju z poprzedniego sezonu, w pierwszych dwóch rundach wyeliminowała Robertę Vinci oraz Casey Dellacqua. Udział w zawodach na twardych kortach w Nowym Jorku zakończyła na trzeciej rundzie. Rosjanka niespodziewanie uległa rozstawionej z numerem trzydziestym Agnieszce Radwańskiej 4:6, 6:1, 2:6.
W turnieju Kremlin Cup w Moskwie została wyeliminowana przez Wiktoryję Azarankę 6:7(9), 2:6. Po tej porażce wycofała się z imprezy w Zurychu. Dwa tygodnie później Daniela Hantuchová wygrała zawody Generali Ladies Linz i zepchnęła Mariję Szarapową na dziewiąte miejsce w rankingu WTA, obejmującym osiągnięcia roczne.
Rosjanka była pierwszą rezerwową do turnieju kończącego sezon 2007. Jednakże przez problemy zdrowotne z WTA Tour Championships wycofała się Venus Williams. Dzięki temu Szarapowa wystąpiła w zawodach i została przyporządkowana do grupy czerwonej. Wygrała wszystkie trzy mecze w swojej grupie, pokonując kolejno: Hantuchovą, Kuzniecową i Ivanović. W półfinale zwyciężyła z drugą zawodniczką grupy żółtej, Anną Czakwetadze, wynikiem 6:2, 6:2. W finale, trwającym ponad trzy godziny i trzydzieści minut, uległa liderce rankingu Justine Henin 7:5, 5:7, 3:6.
Sezon 2007 zakończyła jako piąta tenisistka na świecie i zarobiła około 1,8 mln dolarów.

#### Sezon 2008
Na początku 2008 roku wzięła udział w Australian Open, gdzie została rozstawiona z numerem piątym. Turniej rozpoczęła od meczu pierwszej rundy z Jeleną Kostanić Tošić, w którym Chorwatka skreczowała przy stanie 6:4, 5:3 dla Szarapowej. W następnych trzech rundach pokonała: Lindsay Davenport, Jelenę Wiesniną oraz Jelenę Diemientjewą. W ćwierćfinale wyeliminowała liderkę rankingu – Justine Henin, 6:4, 6:0, a w półfinale rozstawioną z numerem trzecim Jelenę Janković 6:3, 6:1. W drugim w karierze finale w Melbourne spotkała się z Aną Ivanović, „turniejową czwórką”. Rosjanka wygrała ten pojedynek 7:5, 6:3 i zdobyła swój trzeci wielkoszlemowy tytuł.
Przed turniejem Qatar Total Open rozstawiono ją z numerem czwartym. Na twardych kortach w Dosze wyeliminowała między innymi Caroline Wozniacki i Agnieszkę Radwańską. W decydującym meczu pokonała Wierę Zwonariową 6:1, 2:6, 6:0, zdobywając osiemnaste trofeum rangi WTA.

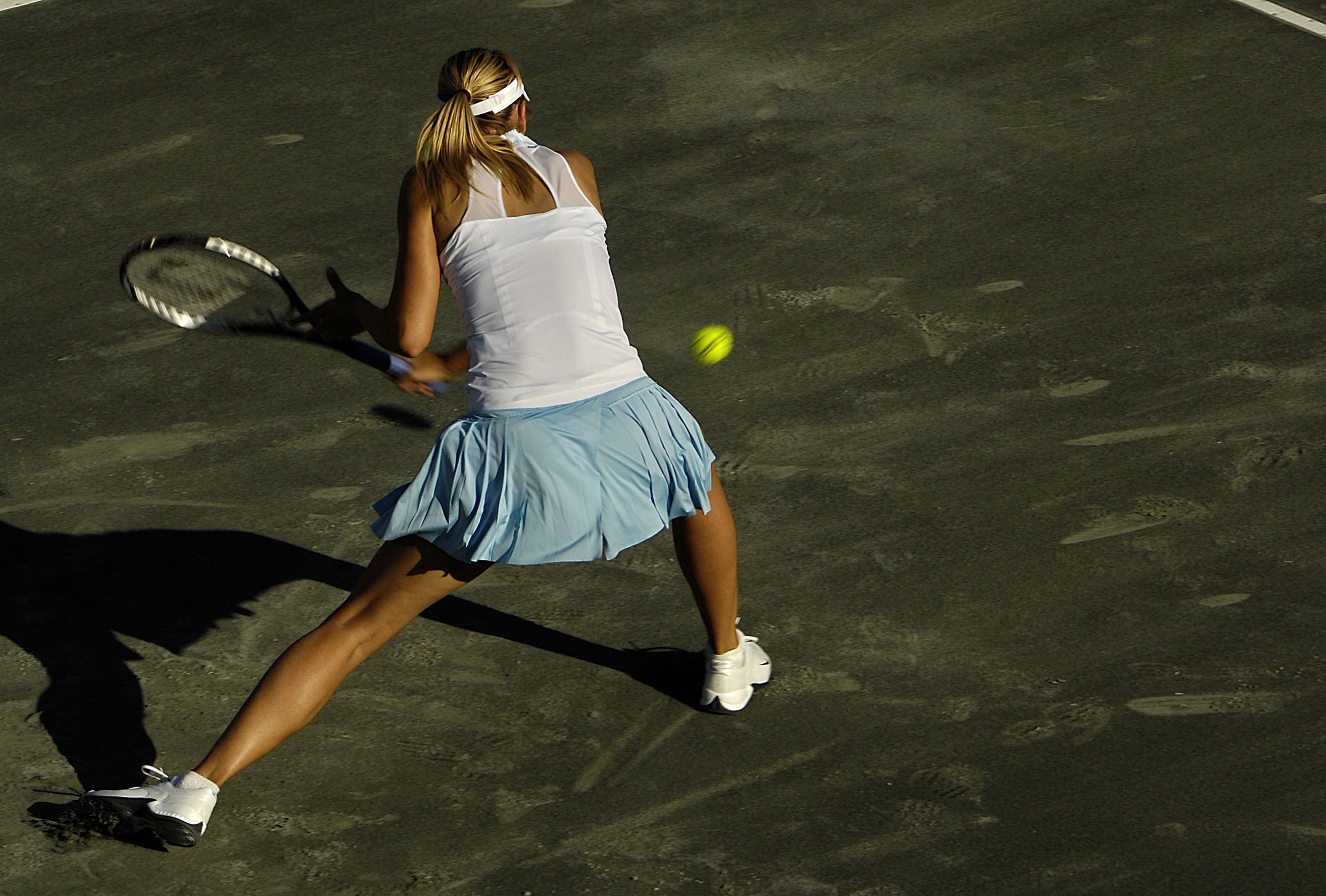
Szarapowa na Family Circle Cup 2008

Podczas zawodów w Indian Wells ponownie zagrała jako turniejowy numer cztery. W pierwszych trzech spotkaniach wygrała ze Stéphanie Cohen-Aloro, Eleni Daniilidu i Aloną Bondarenko. W ćwierćfinale pokonała Danielę Hantuchovą, wynikiem 7:6(2), 6:1. W półfinale odniosła pierwszą porażkę sezonu, przegrywając ze Swietłaną Kuzniecową. Z powodu kontuzji nie zagrała w Miami.
W kwietniu, po raz pierwszy od roku 2003, wystartowała w turniejach na zielonej mączce, amerykańskiej odmianie kortów ziemnych. Najpierw triumfowała na Amelia Island, pokonując w finale Dominikę Cibulkovą. Dla Szarapowej była to pierwsza wygrana impreza na nawierzchni ceglanej w karierze. Następnie osiągnęła ćwierćfinał Family Circle Cup w Charleston, w którym uległa Serenie Williams 5:7, 6:4, 1:6. Po tym turnieju awansowała na drugie miejsce w rankingu WTA.
14 maja 2008 roku pierwsza tenisistka świata, Justine Henin, niespodziewanie zakończyła karierę, a dwa dni później poprosiła o wycofanie z rankingów. Marija Szarapowa ponownie została liderką, od 19 maja do 9 czerwca. Podczas French Open, jako najwyżej rozstawiona zawodniczka, w czwartej rundzie przegrała z Dinarą Safiną 7:6(6), 6:7(5), 2:6. Po zakończeniu turnieju została wyprzedzona w rankingu przez Anę Ivanović. Na Wimbledonie przegrała w drugiej rundzie z Ałłą Kudriawcewą 2:6, 4:6.
Podczas meczu drugiej rundy Rogers Cup z Martą Domachowską ponownie doznała kontuzji ramienia. Pojedynek z Polką wygrała, jednakże następne spotkanie oddała walkowerem. Przez kontuzję zrezygnowała z występów na kortach do końca sezonu, między innymi z US Open i WTA Championships. Rok 2008 zakończyła na dziewiątym miejscu w rankingu WTA z dorobkiem 2515 punktów.

#### Sezon 2009

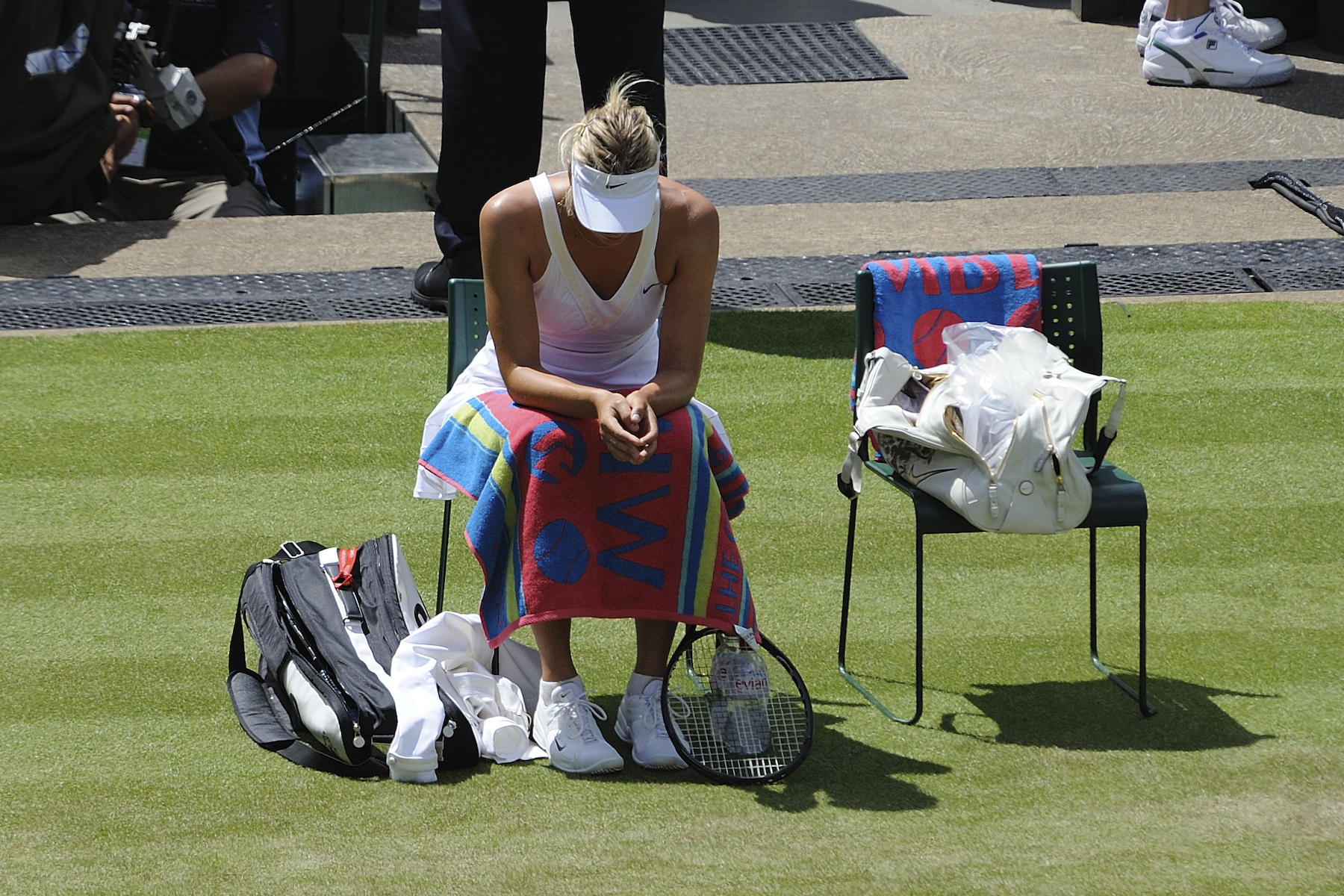
Szarapowa na Wimbledonie 2009

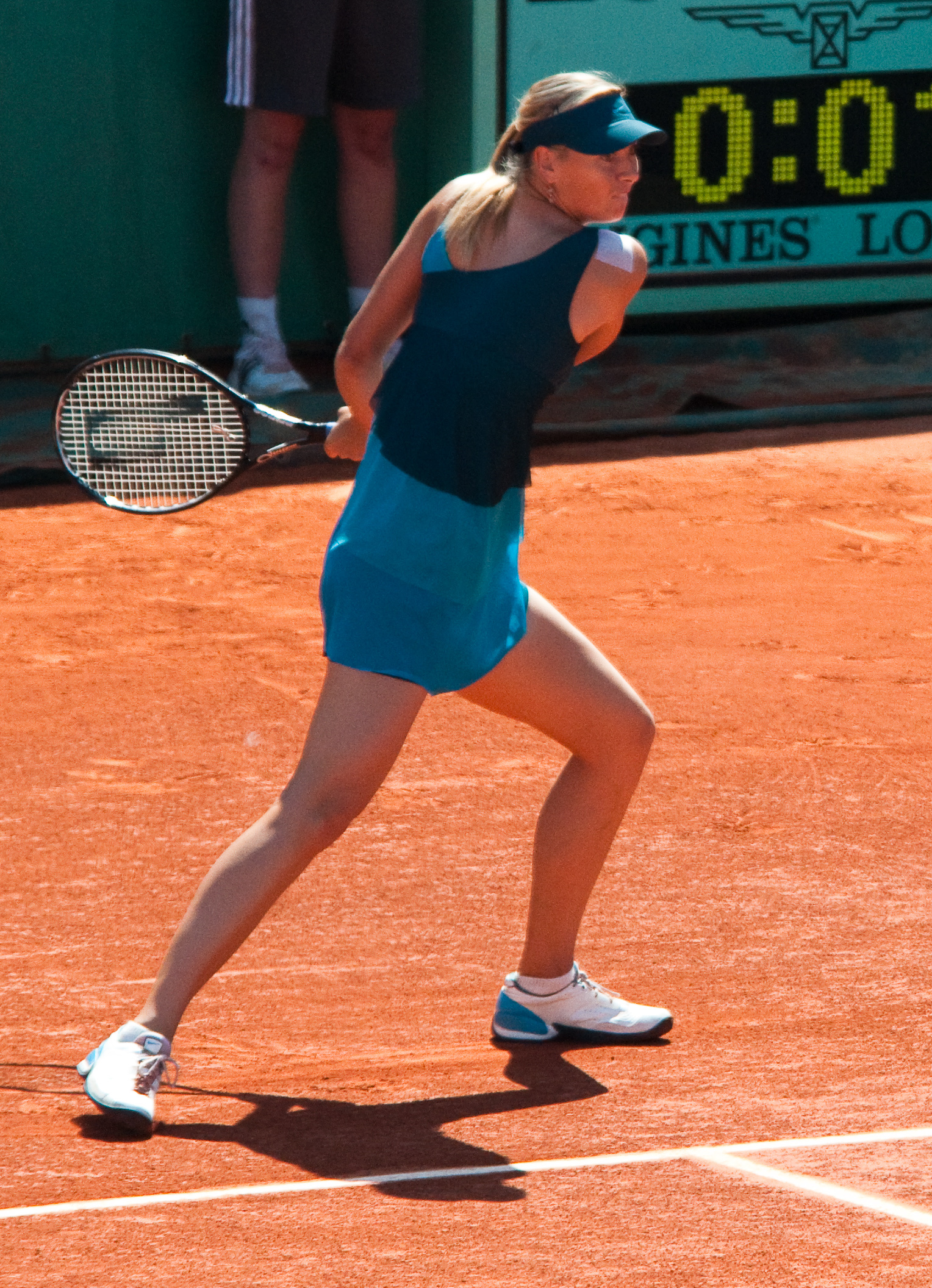
Szarapowa na French Open 2009

Kontuzja ramienia uniemożliwiła Marii Szarapowej obronę tytułu w wielkoszlemowym Australian Open. Zrezygnowała także z singlowych występów w Dubaju, Indian Wells, Miami i Madrycie. W przeciągu pierwszych czterech miesięcy sezonu 2009 zagrała jeden turniej deblowy, w Indian Wells, w parze z Jeleną Wiesniną. Rosyjskie tenisistki przegrały w pierwszej rundzie z Jekatieriną Makarową i Taccianą Puczak 1:6, 6:4, 7:10.
Powrót Szarapowej w grze pojedynczej nastąpił w drugiej połowie maja. Miało to miejsce w Warszawie, gdzie otrzymała od organizatorów dziką kartę. W pierwszej rundzie wygrała z Tathianą Garbin, zaś w drugiej z Darją Kustawą. W ćwierćfinale została pokonana 2:6, 2:6 przez Alonę Bondarenko.
Tydzień później wystąpiła we French Open. Był to pierwszy wielki szlem z udziałem Rosjanki od US Open 2003, w którym nie została rozstawiona. Na paryskich kortach ziemnych wyeliminowała między innymi rozstawioną z numerem jedenastym Nadieżdę Pietrową i rozstawioną z numerem dwudziestym piątym Li Na. Swój udział w tym turnieju zakończyła na ćwierćfinale, przegrywając w dwóch setach z Dominiką Cibulkovą.
Sezon na kortach trawiastych rozpoczęła od imprezy AEGON Classic w Birmingham. Grając jako nierozstawiona doszła do półfinału, gdzie przegrała z Li Na, „turniejową czwórką”. Podczas Wimbledonu, mimo pięćdziesiątej ósmej pozycji w rankingu, została rozstawiona przez organizatorów z numerem dwudziestym czwartym. W pierwszej rundzie wygrała z Wiktoriją Kutuzową 7:5, 6:4. W drugiej rundzie została pokonana 2:6, 6:3, 4:6 przez Giselę Dulko.
W lipcu wystąpiła w Stanford, przegrywając w ćwierćfinale z Venus Williams. Tydzień później, w Los Angeles, wyeliminowała Wiktoryję Azarankę i Urszulę Radwańską. W meczu o finał uległa Flavii Pennettcie 2:6, 6:4, 3:6, popełniając sześćdziesiąt jeden niewymuszonych błędów. Podczas Rogers Cup w Montrealu doszła do finału wygrywając między innymi z Nadią Pietrową i Agnieszką Radwańską. W decydującym pojedynku o tytuł przegrała z Jeleną Dementiewą 4:6, 3:6. Na US Open, na podstawie pozycji w rankingu, została rozstawiona z numerem dwudziestym dziewiątym. W pierwszej rundzie spotkała się z Cwetaną Pironkową, z którą wygrała 6:3, 6:0, zaś w drugiej rundzie zwyciężyła nad grającą z dziką kartą Christiną McHale 6:0, 6:2. W trzecim pojedynku w Nowym Jorku nieoczekiwanie przegrała z Melanie Oudin 6:3, 4:6, 5:7.
Pod koniec września Szarapowa wygrała pierwszy turniej rangi WTA od kwietnia 2008 roku. Miało to miejsce na Toray Pan Pacific Open w Tokio. W pierwszym meczu pokonała Francescę Schiavone, w drugim wygrała z rozstawioną z numerem dwunastym Samanthą Stosur. W trzeciej rundzie wyeliminowała Alisię Klejbanowę, a w ćwierćfinale Ivetę Benesovą. Półfinałowy mecz z Agnieszką Radwańską wygrała 6:3, 2:6, 6:4. Podczas finału, jej rywalka – Jelena Janković, skreczowała przy stanie 5:2 dla Rosjanki.
Rok 2009 zakończyła na czternastej pozycji w rankingu singlowym i zarobiła 923 tys. dolarów.

#### Sezon 2010

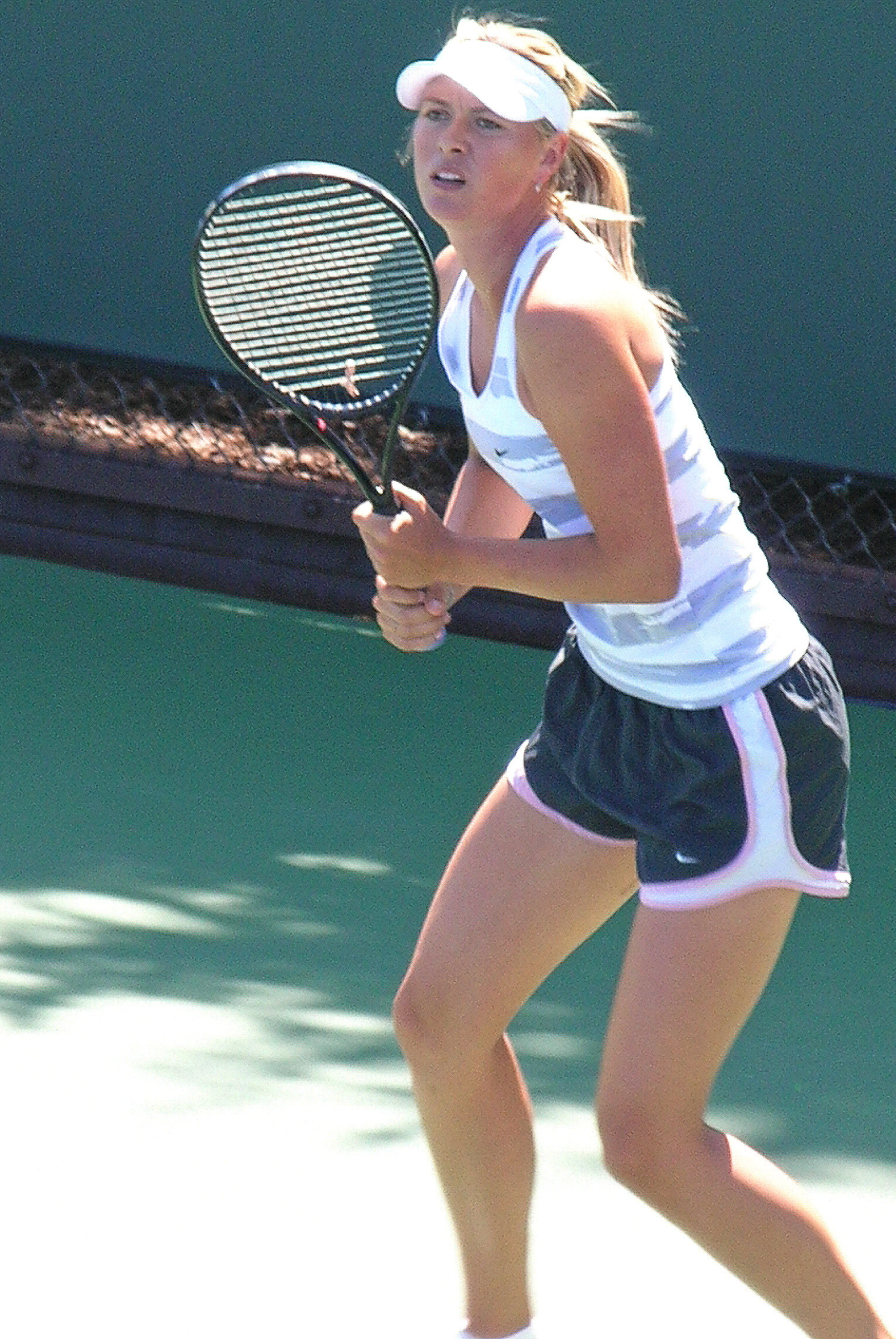
Szarapowa w trakcie treningu w Stanford (2010)

Wielkoszlemowy Australian Open był pierwszym turniejem Szarapowej w sezonie 2010. Grając jako rozstawiona z numerem czternastym, przegrała w pierwszej rundzie z Mariją Kirilenko 6:7(4), 6:3, 4:6. W lutym, podczas Regions Morgan Keegan Championships, była najwyżej rozstawioną zawodniczką. W amerykańskich zawodach wyeliminowała między innymi Elenę Baltachę w ćwierćfinale i Petrę Kvitovą w półfinale. W meczu finałowym pokonała Sofię Arvidsson 6:2, 6:1.
Następnie wystartowała w turnieju w Indian Wells. Rozstawiona z numerem dziesiątym Rosjanka odpadła w trzeciej rundzie, z Zheng Jie. Z powodu kontuzji wycofała się z Sony Ericsson Open w Miami. W maju wzięła udział w zawodach w Madrycie, na których przegrała w pierwszym meczu z Lucie Šafářovą.
W tygodniu poprzedzającym Roland Garros zagrała w Strasburgu. Występując tam jako „turniejowa jedynka”, odniosła dwudzieste drugie turniejowe zwycięstwo w karierze, pokonując w finale Kristinę Barrois 7:5, 6:1. Podczas drugiej imprezy wielkoszlemowej w roku 2010, French Open, organizatorzy rozstawili Szarapową z numerem trzynastym. W pierwszej rundzie zwyciężyła z kwalifikantką, Ksenią Pierwak, zaś w drugiej z Kirsten Flipkens. W trzecim meczu przegrała z czterokrotną triumfatorką tego turnieju – Justine Henin, 2:6, 6:3, 3:6.
Na początku czerwca rozegrała turniej AEGON Classic w Birmingham, osiągając finał przegrany z Li Na 5:7, 1:6. Na Wimbledonie zagrała jako turniejowy numer szesnaście. W pierwszych trzech meczach rosyjska tenisistka pokonała kolejno: Anastasiję Piwowarową, Ralucę Olaru oraz Barborę Záhlavovą Strýcovą. W czwartej rundzie uległa rozstawionej z numerem pierwszym Serenie Williams 6:7(9), 4:6.
W pierwszym turnieju US Open Series, Bank of the West Classic w Stanford została rozstawiona z „dziesiątką”. W pierwszej rundzie wygrała z Zheng Jie, w drugiej pokonała Wolhę Hawarcową, a w ćwierćfinale Jelenę Dementiewą. W półfinale zwyciężyła nad Agnieszką Radwańską, zaś w finale przegrała z Wiktoryją Azaranką. Tydzień później, podczas Western & Southern Financial Group Women’s Open Cincinnati doszła do finału, gdzie przegrała z turniejowym numerem czternaście, Kim Clijsters 6:2, 6:7(4), 2:6. Z powodu kontuzji stopy wycofała się z zawodów w Montrealu.
Na US Open odpadła w czwartej rundzie, po przegranym meczu z Caroline Wozniacki 3:6, 4:6. Pod koniec września, w Tokio, uległa czterdziestoletniej Kimiko Date-Krumm 5:7, 6:3, 3:6 w pierwszej rundzie. Tydzień później, podczas China Open w Pekinie, doszła do drugiej rundy, gdzie została pokonana przez Jelenę Wiesniną. W grudniu Szarapowa nawiązała współpracę trenerską ze Szwedem Thomasem Hogstedtem. Rok 2010 zakończyła na szesnastym miejscu w rankingu WTA z dorobkiem 2591 punktów.

#### Sezon 2011
W pierwszym tygodniu stycznia rosyjska tenisistka zagrała w Auckland, gdzie rozstawiono ją z numerem pierwszym. Osiągnęła ćwierćfinał, w którym przegrała z późniejszą zwyciężczynią zawodów, Gretą Arn. Następnie wzięła udział w Australian Open, ulegając w walce o ćwierćfinał Andrei Petković 2:6, 3:6.
Na BNP Paribas Open w Indian Wells została rozstawiona z numerem szesnastym. Wygrała tam między innymi z Dinarą Safiną w czwartej rundzie i Peng Shuai w ćwierćfinale. Swój udział w turnieju zakończyła na półfinale, w którym została wyeliminowana przez liderkę rankingu singlowego, Caroline Wozniacki. Dwa tygodnie później Rosjanka osiągnęła finał Sony Ericsson Open w Miami, przegrywając z Wiktoryją Azaranką 1:6, 4:6, a we wcześniejszych meczach tego turnieju wygrała 6:4, 6:1 z Samanthą Stosur i 3:6, 6:0, 6:2 z Andreą Petković, rewanżując się za porażkę na twardych kortach w Melbourne. Po zakończeniu zawodów Marija Szarapowa awansowała na dziesiąte miejsce w rankingu WTA i powróciła do pierwszej dziesiątki tej klasyfikacji po raz pierwszy od lutego 2009 roku.

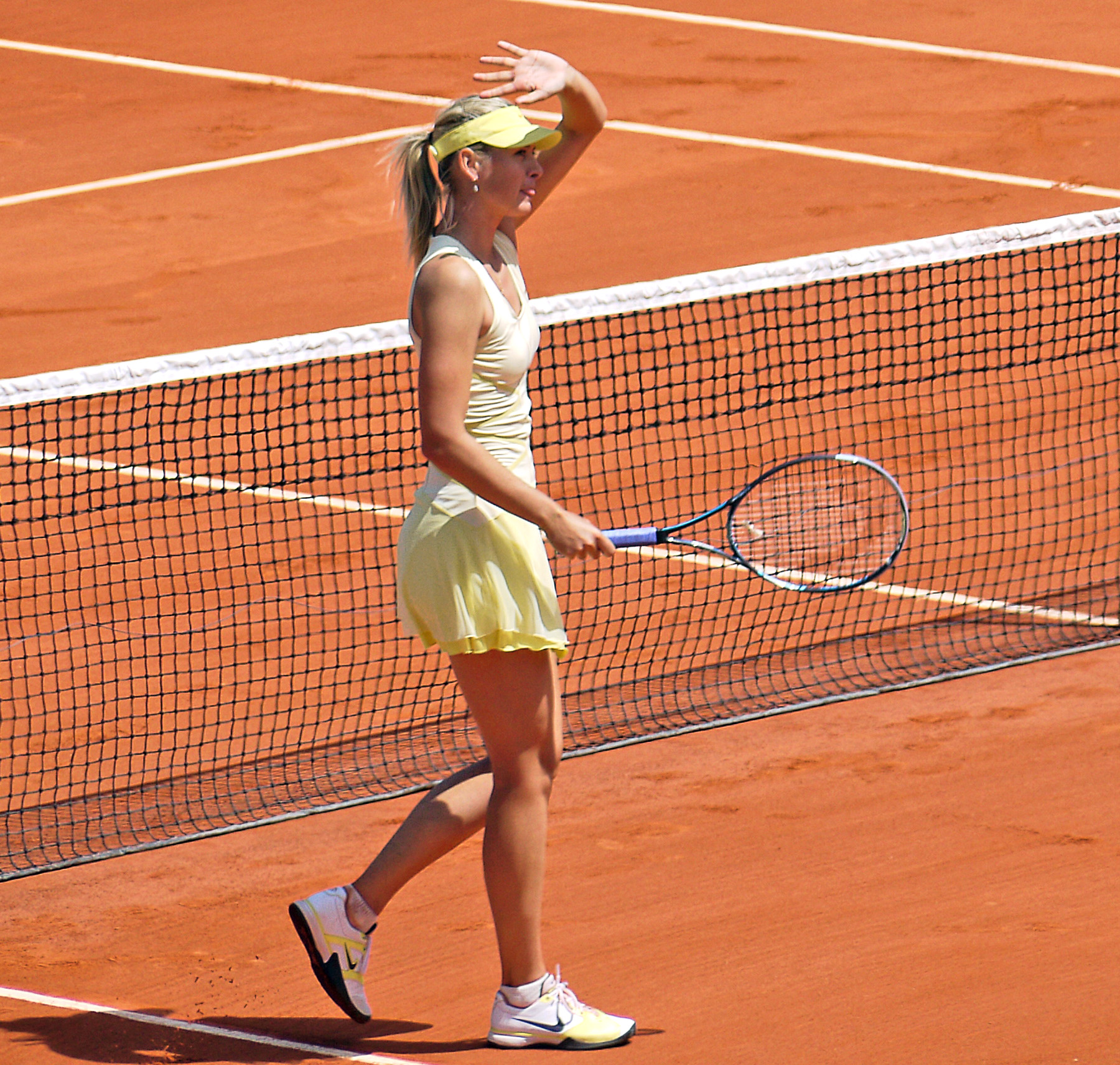
Szarapowa na French Open 2011

W pierwszym turnieju na kortach ziemnych, w Madrycie, rozstawiona z „ósemką” Szarapowa została wyeliminowana w trzeciej rundzie przez Dominikę Cibulkovą. Tydzień później zdobyła swój dwudziesty trzeci tytuł w karierze, wygrywając na Internazionali BNL d’Italia w Rzymie. Rosjanka pokonała kolejno: Jekatierinę Makarową, Szachar Pe’er, Wiktoryję Azarankę, Caroline Wozniacki i Samanthę Stosur w finale.
Na przełomie maja i czerwca rozstawiono ją z numerem siódmym na French Open. Po serii zwycięskich spotkań na paryskich kortach, między innymi z Radwańską i Petković, rosyjska tenisistka przegrała 4:6, 5:7 z Li Na w półfinale.
Podczas Wimbledonu organizatorzy turnieju rozstawili Mariję Szarapową z numerem piątym. W pierwszych trzech meczach wyeliminowała Annę Czakwetadze, Laurę Robson i Klárę Zakopalovą. W czwartej rundzie pokonała Peng Shuai 6:4, 6:2, a w ćwierćfinale Dominikę Cibulkovą 6:1, 6:1, zaś w półfinale wygrała 6:4, 6:3 z Sabine Lisicki. W pierwszym od 2008 roku finale wielkoszlemowym przegrała z Petrą Kvitovą wynikiem 3:6, 4:6.
US Open Series 2011 rozpoczęła od udziału w imprezie w Stanford. Rozstawiona z numerem drugim Rosjanka odpadła w ćwierćfinale, po porażce z Sereną Williams. Tydzień później, w Toronto została wyeliminowana przez Galinę Woskobojewą w trzecie rundzie.
Na Western & Southern Open w Cincinnati zdobyła swój drugi tytuł w sezonie 2011. Rosyjska tenisistka w pierwszych czterech meczach pokonała Rodionową, Kuzniecową, Stosur i Zwonariową. W finale turnieju wygrała 4:6, 7:6(3), 6:3 z Jeleną Janković, turniejowym numerem piętnaście. Podczas US Open została rozstawiona z numerem trzecim. Swój udział w zawodach na twardych kortach w Nowym Jorku zakończyła na trzeciej rundzie, ulegając 3:6, 6:3, 4:6 niżej notowanej Flavii Pennettcie.

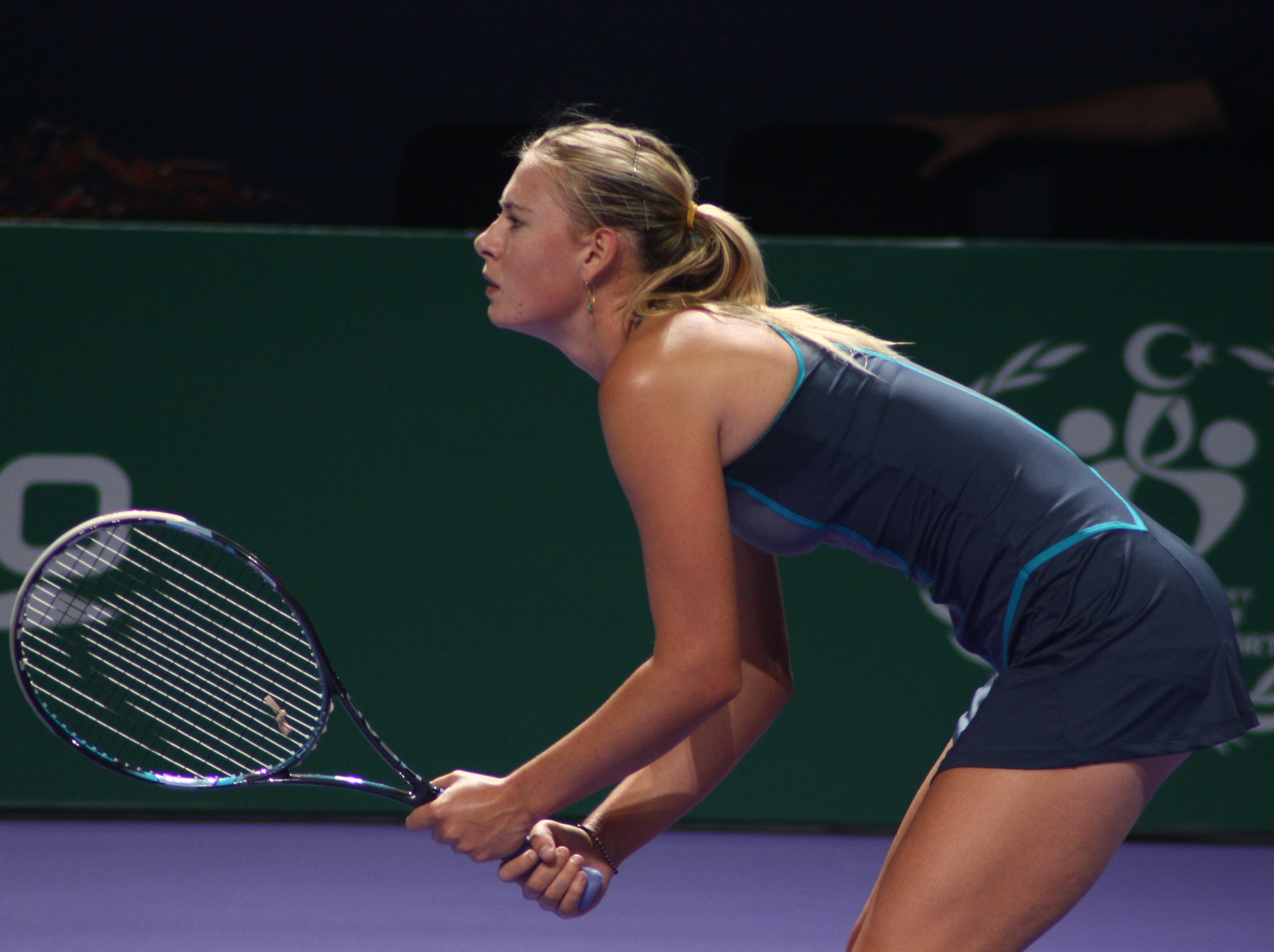
Szarapowa na WTA Tour Championships 2011

Turniej Toray Pan Pacific Open w Tokio rozegrała jako zawodniczka rozstawiona z numerem drugim. Osiągnęła ćwierćfinał, eliminując Tamarine Tanasugarn oraz Julię Görges. W meczu o półfinał z Petrą Kvitovą skreczowała przy wyniku 3:4 z powodu kontuzji kostki. Zrezygnowała także ze startu w zawodach w Pekinie.
Wystąpiła na WTA Tour Championships w Stambule. Została przyporządkowana do grupy białej, w której oprócz niej zagrały Wiktoryja Azaranka, Samantha Stosur i Li Na. W pierwszym meczu Szarapowa przegrała ze Stosur 1:6, 5:7, a w kolejnym uległa 6:7(4), 4:6 Li Na. Po zakończeniu tego spotkania zdecydowała się przerwać swój udział w turnieju z powodu dolegliwości związanych z kontuzjowaną pod koniec września kostką. Jej miejsce w ostatnim meczu przeciw Azarance zajęła Marion Bartoli.
Marija Szarapowa zakończyła sezon 2011 na czwartej pozycji w rankingu WTA, wracając do pierwszej piątki końcoworocznej klasyfikacji singlowej po raz pierwszy od roku 2007. W 2011 roku zarobiła na korcie około 2,9 mln dolarów.

#### Sezon 2012
Sezon 2012 Rosjanka rozpoczęła od udziału w wielkoszlemowym Australian Open, w którym to została finalistką. W pierwszych trzech rundach mecze wygrywała po pojedynkach trwających dwa sety. Jej rywalkami były kolejno: Gisela Dulko, Jamie Hampton, oraz Angelique Kerber. W czwartej rundzie spotkała się z Niemką Sabine Lisicki. Pojedynek ten zakończył się zwycięstwem Szarapowej w trzech setach. W ćwierćfinale grała przeciwko swej rodaczce, Jekatierinie Makarowej. Półfinałową rywalką Rosjanki okazała się rozstawiona z numerem drugim Petra Kvitová. Spotkanie zakończyło się zwycięstwem Rosjanki 6:2, 3:6, 6:4. W meczu o mistrzostwo grała przeciwko Wiktoryi Azarance. Mecz zakończył się łatwą wygraną Białorusinki, która odniosła triumf wygrywając 6:3, 6:0.

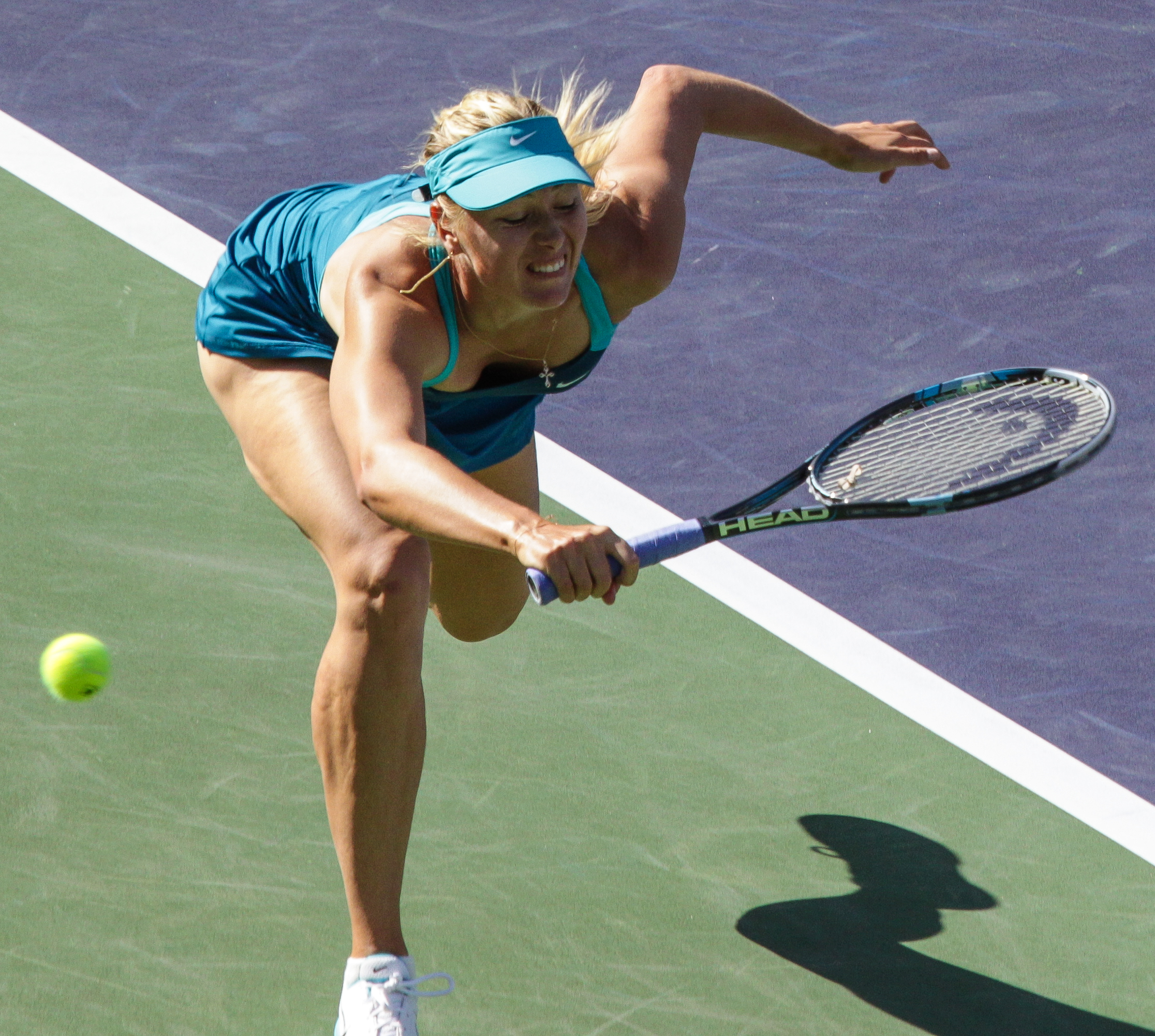
Szarapowa na BNP Paribas Open 2012

W turnieju kategorii Premier Mandatory rozgrywanym na kortach Indian Wells Rosjanka doszła do finału. Występ rozpoczęła od zwycięstwa w drugiej rundzie z Giselą Dulko. W kolejnych rundach pokonała także Simonę Halep oraz rozstawioną Robertę Vinci. W ćwierćfinale po trzysetowym pojedynku wygrała z rodaczką Mariją Kirilenko. Z meczu półfinałowego zeszła zwycięsko po kreczu Any Ivanović przy stanie 6:4, 0:1. W finale ponownie spotkała się z Azaranką i przegrała 2:6, 3:6.
W kolejnym turnieju rangi Premier Mandatory rozgrywanym w Miami Rosjanka ponownie osiągnęła finał. Występ rozpoczęła od zwycięstw z Szachar Pe’er, Sloane Stephens oraz Jekatieriną Makarowa. W ćwierćfinale wygrała z Chinką Li Na. W półfinale zwyciężyła po trzysetowym pojedynku z Caroline Wozniacki. W finale spotkała się z Agnieszką Radwańską, z którą przegrała 5:7, 4:6.
W turnieju rangi Premier Series na kortach ziemnych w hali w Stuttgarcie Szarapowa odniosła swoje dwudzieste piąte zwycięstwo w karierze. W finale pokonała liderkę rankingu, Wiktoryję Azarankę, wynikiem 6:1, 6:4.
Rosjanka następnie wzięła udział w rozgrywanym na niebieskiej mączce turnieju Premier Mandatory w Madrycie. Tam rozstawiona z numerem drugim pokonała Irinę-Camelię Begu i Klárę Zakopalovą. W trzeciej rundzie miała rywalizować przeciw Lucie Šafářovej, ale ta oddała mecz walkowerem. W pojedynku ćwierćfinałowym Szarapowa przegrała z Sereną Williams 1:6, 3:6.
W turnieju Premier 5 w Rzymie, gdzie Szarapowa broniła tytułu uzyskanego przed rokiem, ponownie została rozstawiona z numerem drugim. Po pierwszej rundzie wolnej pokonała Christinę McHale wynikiem 7:5, 7:5. Następnie zwyciężyła w rywalizacji z numerem trzynastym turnieju, Aną Ivanović, którą Rosjanka pokonała 7:6(4), 6:3 i awansowała do ćwierćfinału. W kolejnym spotkaniu po raz dziewiąty w karierze zmierzyła się z Venus Williams. Marija Szarapowa wygrała ten pojedynek wynikiem 6:4, 6:3. W półfinale grała z Angelique Kerber. Spotkanie wygrała 6:3, 6:4, dzięki czemu po raz czterdziesty drugi zagrała w finale turnieju WTA w singlu. W ostatnim pojedynku Rosjanka pokonała Chinkę Li Na 4:6, 6:4, 7:6(5) po trwającym blisko trzy godziny pojedynku. Obie tenisistki popełniły ponad pięćdziesiąt niewymuszonych błędów i zaliczyły około dwadzieścia piłek wygranych bezpośrednio.
Uczestnictwo w międzynarodowych mistrzostwach Francji rozpoczęła od pokonania Alexandry Cadanțu bez straty gema. W kolejnych rundach Szarapowa pokonywała m.in. Ayumi Moritę 6:1, 6:1, Peng Shuai 6:2, 6:1 i Klárę Zakopalovą 6:4, 6:7(5), 6:2. W pojedynku ćwierćfinałowym wygrała z Kaią Kanepi 6:2, 6:3, a w półfinale zmierzyła się z Kvitovą, wygrywając pojedynek 6:3, 6:3. W finale turnieju wielkoszlemowego spotkała się z Sarą Errani, triumfatorką zawodów deblowych. Mecz zakończył się zwycięstwem Rosjanki wynikiem 6:3, 6:2, którym w ten sposób skompletowała Karierowego Wielkiego Szlema jako dziesiąta zawodniczka w historii. W związku ze zwycięstwem, ponownie awansowała na pierwsze miejsce w rankingu gry pojedynczej.
W kolejnym turnieju wielkoszlemowym, The Championships, rozstawiona była jako numer pierwszy. W pierwszej rundzie pokonała Anastasiję Rodionową 6:2, 6:3. W kolejnym spotkaniu zwyciężyła z Cwetaną Pironkową 7:6(3), 6:7(3), 6:0. W trzeciej rundzie zawodów wygrała 6:1, 6:4 z Hsieh Su-wei. W pojedynku czwartej rundy zmierzyła się z Sabine Lisicki. Rosjanka przegrała wtedy z Niemką wynikiem 4:6, 3:6. W związku z awansem Azaranki do półfinału, to Białorusinka została liderką rankingu.

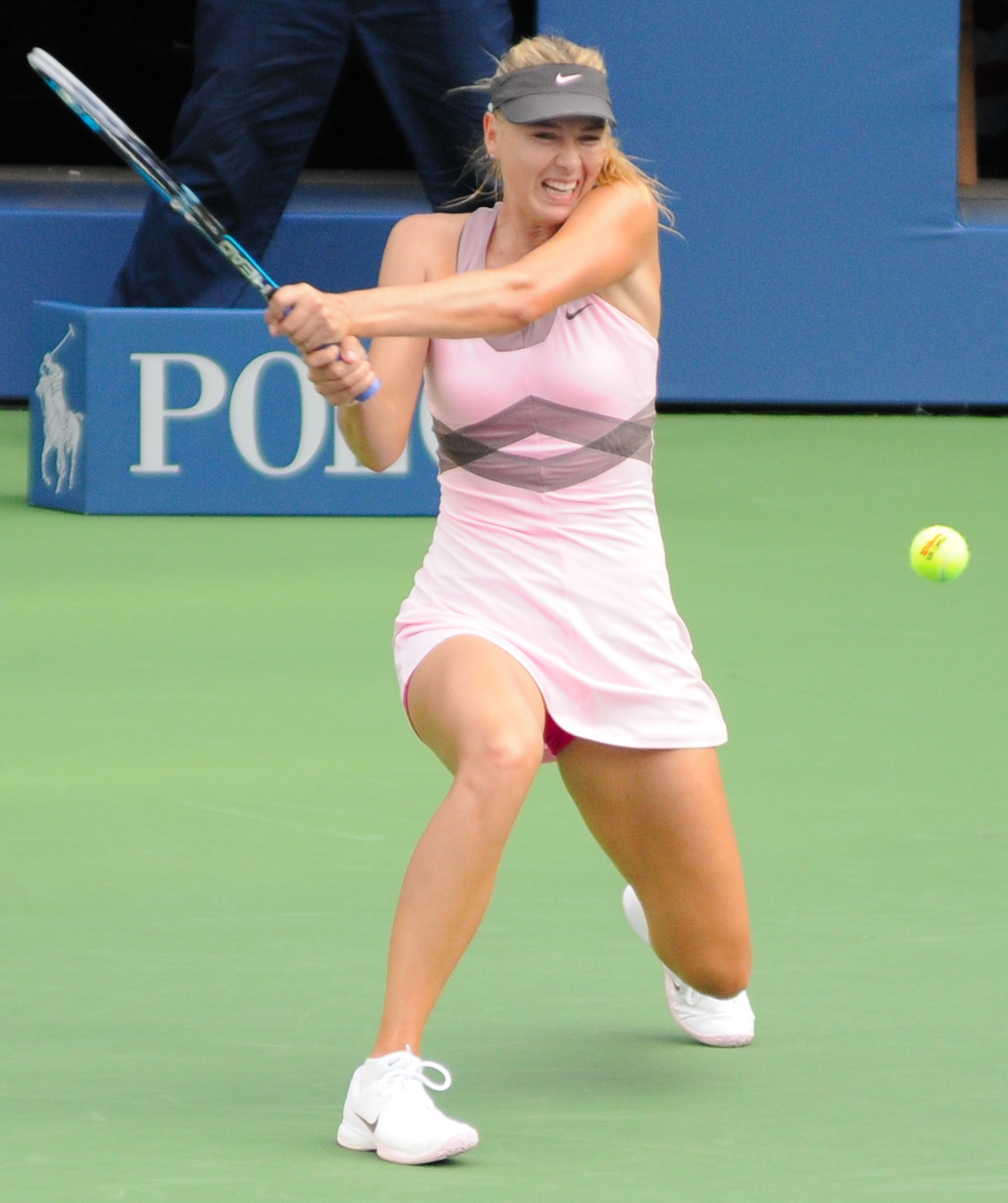
Szarapowa na US Open 2012

Szarapowa miała wziąć udział w Rogers Cup, ale nie wystąpiła z powodu infekcji żołądkowej.
Podczas US Open rozstawiona była z numerem trzecim. Zawody rozpoczęła od pokonania Melindy Czink, Lourdes Domínguez Lino, Mallory Burdette i Nadieżdy Pietrowej. W ćwierćfinale po przerywanym meczu pokonała Marion Bartoli 3:6, 6:3, 6:4. W pojedynku o finał nie sprostała Azarance, z którą przegrała 6:3, 2:6, 4:6.
Na następnym turnieju w stolicy Japonii osiągnęła ćwierćfinał. Zawody rozpoczęła od drugiej rundy, wygrywając z Heather Watson. Następnie pokonała Lucie Šafářovą. W kolejnym pojedynku nie sprostała Samancie Stosur, z którą przegrała 4:6, 6:7(10). Udział w turnieju rangi Mandatory w Pekinie zaczęła od pokonania Rumunek Simony Halep i Sorany Cîrstei. W trzeciej rundzie pokonała kwalifikantkę Polonę Hercog, a do półfinału awansowała dzięki kreczowi Kerber przy stanie 6:0, 3:0. W półfinałowym pojedynku zwyciężyła z Li Na 6:4, 6:0. Do finału awansowała bez straty seta. W meczu o trofeum uległa jednak Azarance 3:6, 1:6.
Pod koniec sezonu wystąpiła na mistrzostwach WTA w Stambule. Została rozstawiona z numerem drugim, co przyporządkowało ją do grupy białej. W pierwszym meczu pokonała Sarę Errani 6:3, 6:2, następnie wygrała z Agnieszką Radwańską 5:7, 7:5, 7:5, a w ostatnim grupowym spotkaniu zwyciężyła 6:0, 6:3 nad Samanthą Stosur, która zajęła miejsce kontuzjowanej Petry Kvitovej. W półfinale Rosjanka zmierzyła się z Wiktoryją Azaranką, którą pokonała wynikiem 6:4, 6:2, przez co po raz trzeci w karierze awansowała do finału turnieju mistrzowskiego. Jej ostatnią przeciwniczką była Serena Williams, podobnie jak w roku 2004, lecz tym razem Szarapowa przegrała wynikiem 4:6, 3:6.
Marija Szarapowa zakończyła sezon 2012 na drugiej pozycji w rankingu WTA.

#### Sezon 2013
Sezon 2013 Szarapowa miała rozpocząć od udziału w turnieju w Brisbane, ale, mimo wcześniejszych zapewnień o występie, nie pozwoliła jej na to kontuzja szyi. Pierwszymi zawodami, w jakich Rosjanka wzięła udział, był wielkoszlemowy Australian Open, gdzie rozstawiona była z numerem drugim. W pierwszej oraz drugiej rundzie pokonała kolejno Olgę Puczkową i Misaki Doi bez straty gema. W trzecim spotkaniu Szarapowa wygrała z Venus Williams 6:1, 6:3. W kolejnym meczu zwyciężyła z Kirsten Flipkens wynikiem 6:1, 6:0. W ćwierćfinale Rosjanka pokonała Jekatierinę Makarową wynikiem 6:2, 6:2. W półfinale natomiast takim samym stosunkiem przegrała z Li Na. W Dosze Szarapowa rywalizację rozpoczęła od drugiej rundy, w której pokonała Caroline Garcię 6:3, 6:2. W następnym pojedynku zwyciężyła z Klarą Zakopalovą 6:3, 6:3. W spotkaniu ćwierćfinałowym wygrała z Samanthą Stosur wynikiem 6:2, 6:4, a półfinale uległa Serenie Williams 3:6, 2:6. W Dubaju nie startowała.
W marcu triumfowała w turnieju rangi WTA Premier Mandatory w Indian Wells, gdzie broniła punktów za finał z 2012 roku. Jako zawodniczka rozstawiona pierwszą rundę miała wolną. W swoim pierwszym meczu pokonała Francescę Schiavone 6:2, 6:1. W kolejnej rundzie pokonała Carlę Suárez Navarro 7:5, 6:3. W następnym spotkaniu zwyciężyła z Larą Arruabarreną wynikiem 7:5, 6:0 i awansowała do ćwierćfinału. W meczu o półfinał Rosjanka pokonała Sarę Errani 7:6(6), 6:2. Z Mariją Kirilenko wygrała w półfinale 6:4, 6:3, dzięki czemu zapewniła sobie awans na drugą pozycję w najbliższym notowaniu. Finałowy mecz z Caroline Wozniacki wynikiem 6:2, 6:3 zakończył się drugim zwycięstwem Szarapowej na kortach w Indian Wells.

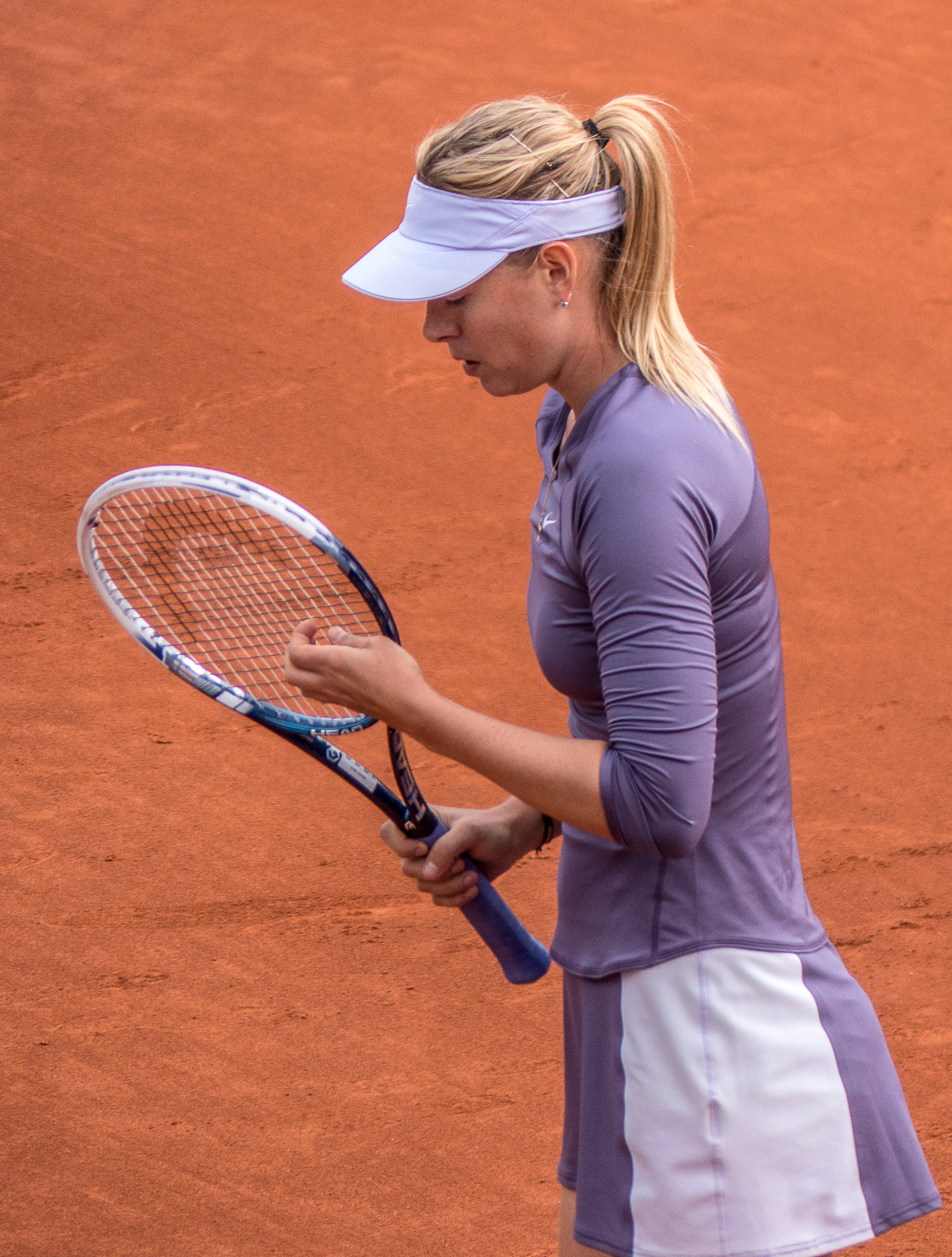
Szarapowa na French Open 2013

Po zwycięstwie w Kalifornii, Rosjanka wystąpiła w turnieju w Miami, gdzie doszła do finału. W meczu drugiej rundy pokonała Eugenie Bouchard 6:2, 6:0. Kolejne spotkaniu również zakończyło się triumfem Szarapowej. Tym razem wygrała z Jelenę Wiesninę 6:4, 6:2. W trzecim meczu zwyciężyła z Klárą Zakopalovą dwukrotnie 6:2. Podobnie jak w Indian Wells, w ćwierćfinale pokonała Sarę Errani, tym razem wynikiem 7:5, 7:5. Z Jeleną Janković wygrała 6:2, 6:1. Mecz o zwycięstwo w zawodach rozegrała z Sereną Williams. Uległa Amerykance 6:4, 3:6, 0:6, a był to jej piąty finał w tym turnieju, w którym nie udało się jej zdobyć tytułu. Kolejnym turniejem, w którym Szarapowa wzięła udział, były zawody w Stuttgarcie. Jako najwyżej rozstawiona udział rozpoczęła od pokonania w drugiej rundzie Lucie Šafářovej 6:4, 6:7(3), 6:3. W ćwierćfinale zwyciężyła z Aną Ivanović 7:5, 4:6, 6:4, a w półfinale z Angelique Kerber 6:3, 2:6, 7:5. W meczu mistrzowskim wygrała z Li Na 6:4, 6:3, tym samym udało jej się obronić tytuł.
Jej kolejnym turniejem na nawierzchni ceglanej były zawody w Madrycie. Udział rozpoczęła od pokonania dwóch kwalifikantek – Alexandry Dulgheru (7:5, 6:2) i Christiny McHale (6:1, 6:2). W następnym meczu zwyciężyła z Sabine Lisicki 6:2, 7:5. Osiągnięcie ćwierćfinału oznaczało, że Szarapowa wróciłaby na pozycję liderki rankingu, gdyby osiągnęła lepszy wynik od Sereny Williams. W spotkaniu o półfinał pokonała Kaię Kanepi 6:2, 6:4. Kolejny triumf 6:4, 6:3 nad Aną Ivanović był pięćsetnym zwycięstwem Marii Szarapowej w zawodowym tourze. Ostatecznie w finale uległa Serenie Williams 1:6, 4:6. W Rzymie pokonała Garbiñe Muguruzę 6:2, 6:2 i Sloane Stephens 6:2, 6:1, by ćwierćfinałowy mecz przeciw Sarze Errani pod powodem „problemów natury fizycznej” poddać walkowerem. Szarapowa wielkoszlemowy French Open rozpoczęła od zwycięstw nad zawodniczkami nierozstawionymi: Hsieh Su-wei (6:2, 6:1), Eugenie Bouchard (6:2, 6:4) i Zheng Jie (6:1, 7:5). W meczu czwartej rundy pokonała Sloane Stephens 6:4, 6:3. W ćwierćfinale wygrała z Jeleną Janković 0:6, 6:4, 6:3. W następnym meczu pokonała Wiktoryję Azarankę 6:1, 2:6, 6:4 i po raz drugi z rzędu awansowała do finału turnieju na kortach Rolanda Garrosa. Finałowy pojedynek z Sereną Williams zakończył się porażką Szarapowej 4:6, 4:6.
Okres gry na kortach trawiastych rozpoczęła od wielkoszlemowego Wimbledonu. W pierwszej rundzie pokonała Kristinę Mladenovic 7:6(5), 6:3, lecz w swoim drugim meczu uległa kwalifikantce Michelle Larcher de Brito 3:6, 4:6. Mimo tego, w najnowszym notowaniu rankingu wyprzedziła Wiktoryję Azarankę na drugiej pozycji. Niedługo po zakończeniu zawodów poinformowała o zakończeniu współpracy z Thomasem Hogstedtem. Jej nowym szkoleniowcem został Jimmy Connors. Rozstała się z nim po swoim pierwszym meczu od momentu wystąpienia kontuzji biodra – przegranym spotkaniu drugiej rundy zawodów w Cincinnati przeciwko Sloane Stephens. Na czas US Open trenerem miał zostać jej ojciec – Jurij Szarapow. Rosjanka wycofała się jednak z amerykańskich zawodów wielkoszlemowych, uzasadniając swoją decyzję stanem zapalnym prawego ramienia. Nie wystąpiła też w kończącym sezon turnieju WTA Tour Championships.
W listopadzie tenisistka ogłosiła, że jej nowym trenerem został Sven Gröneveld. Marija Szarapowa zakończyła sezon 2013 na czwartej pozycji w rankingu WTA.

#### Sezon 2014

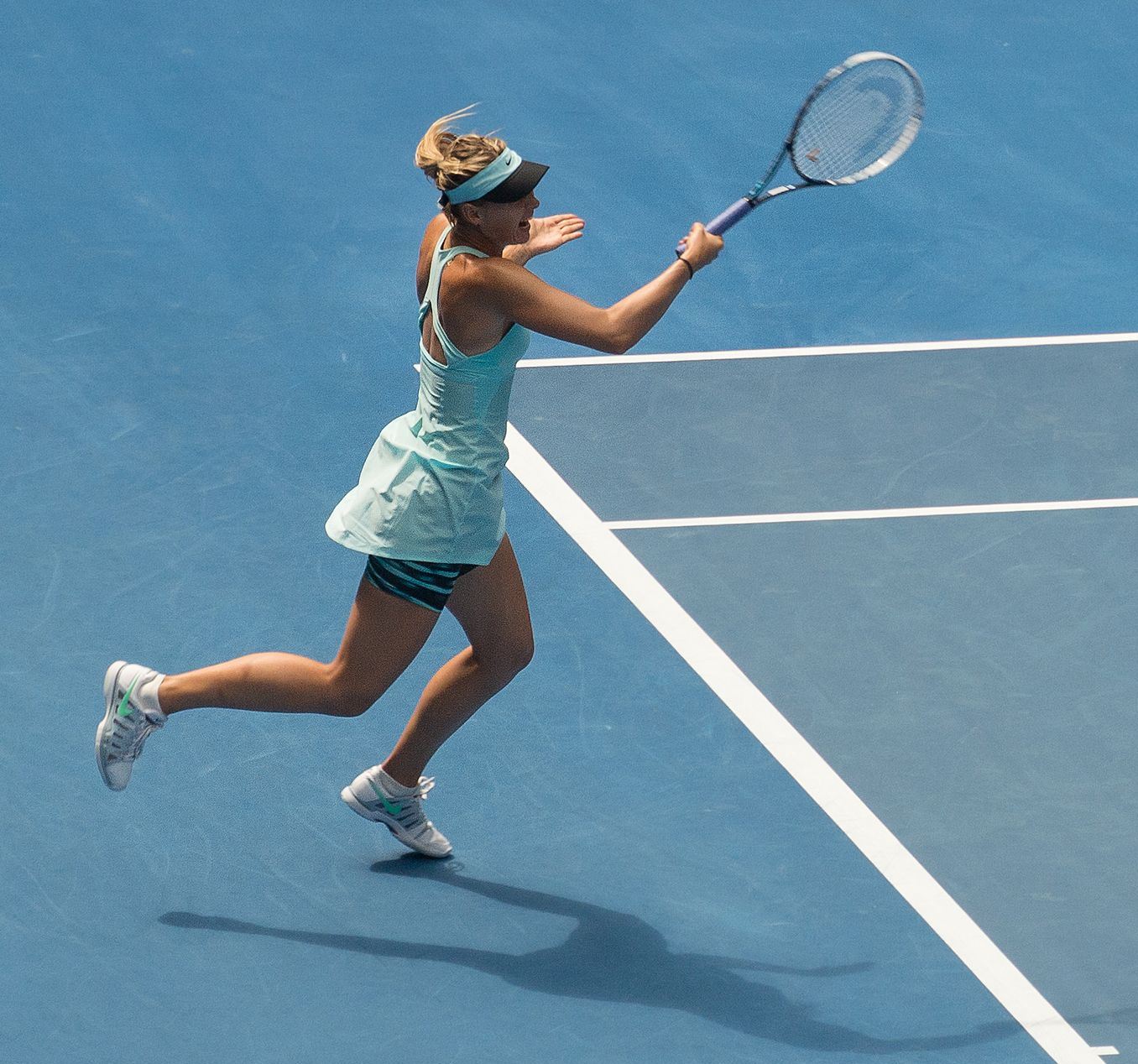
Szarapowa na Australian Open 2014

Pierwszym profesjonalnym turniejem Szarapowej w sezonie 2014 były zawody w Brisbane. W meczu pierwszej rundy pokonała Caroline Garcię 6:3, 6:0, a spotkanie drugiej rundy nie doszło do skutku z powodu walkowera Ashleigh Barty. W ćwierćfinale pokonała Kaię Kanepi 4:6, 6:3, 6:2. W spotkaniu o finał przegrała z Sereną Williams 2:6, 6:7(7). W Australian Open, w którym startowała jako rozstawiona z numerem trzecim, pokonała Bethanie Mattek-Sands 6:3, 6:4, Karin Knapp 6:3, 4:6, 10:8 i Alizé Cornet wynikiem 6:1, 7:6(6). W czwartej rundzie uległa późniejszej finalistce Dominice Cibulkovej 6:3, 4:6, 1:6. Swoją porażkę tłumaczyła kontuzją biodra. W Paryżu w meczach z Danielą Hantuchovą i Kirsten Flipkens straciła łącznie pięć gemów. W meczu o finał przegrała z Anastasiją Pawluczenkową 6:4, 3:6, 4:6.
W marcu zanotowała trzecią rundę w Indian Wells, gdzie broniła tytułu. Swój udział rozpoczęła od drugiej rundy, w której pokonała Julię Görges 6:1, 6:4. W kolejnym meczu przegrała z kwalifikantką Camilą Giorgi 3:6, 6:4, 5:7. W następnych tygodniach Szarapowa występowała w Miami, gdzie doszła do półfinału. W meczu drugiej rundy pokonała Kurumi Narę 6:3, 6:4. W kolejnej fazie zwyciężyła z Lucie Šafářovą 6:4, 6:7(7), 6:2, kończąc spotkanie przy dziewiątej piłce meczowej. W czwartej rundzie wygrała z Kirsten Flipkens, tym razem 3:6, 6:4, 6:1. Spotkanie ćwierćfinałowe z Petrą Kvitovą zakończyło się zwycięstwem Rosjanki 7:5, 6:1. W półfinale przegrała jednak z Sereną Williams 4:6, 3:6.
Okres gry na nawierzchni ceglanej Marija Szarapowa rozpoczęła od imprezy w Stuttgarcie. W swoim pierwszym meczu z Šafářovą wygrywała już 5:1 w trzecim secie, lecz Czeszka zdołała wygrać pięć następnych gemów. Ostatecznie Rosjanka pokonała przeciwniczkę 7:6(5), 6:7(7), 7:6(2). W drugiej rundzie i w ćwierćfinale wygrywała 6:4, 6:3 odpowiednio z Pawluczenkową i Agnieszką Radwańską. W półfinale zwyciężyła z Sarą Errani 6:1, 6:2, a w meczu mistrzowskim triumfowała nad Aną Ivanović wynikiem 3:6, 6:4, 6:1. Jej kolejnym turniejem na nawierzchni ziemnej były zawody w Madrycie. Udział w nich rozpoczęła od pokonania Kláry Koukalovej 6:1, 6:2, Christina McHale 6:1, 4:6, 6:4 i Samanthy Stosur 6:4, 6:3. W ćwierćfinale wygrała z Li Na 2:6, 7:6(5), 6:3. W spotkaniu półfinałowym Rosjanka wygrała z Radwańską, tracąc w spotkaniu pięć gemów. W meczu finałowym wygrała z Simoną Halep 1:6, 6:2, 6:3. Był to jej 58 wygrany pojedynek na tej nawierzchni od początku 2011 roku.

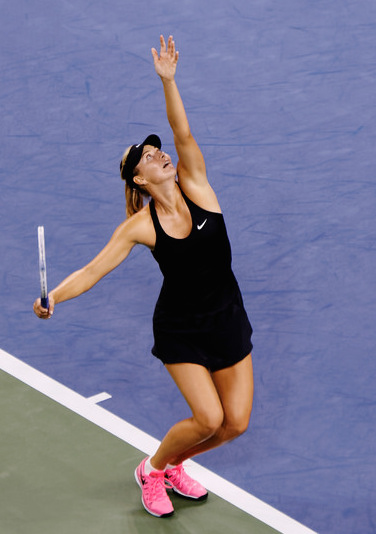
Szarapowa na US Open 2014

W Rzymie Rosjanka zmierzyła się w meczu drugiej rundy z Móniką Puig 6:3, 7:5. W następnym meczu Szarapowa przegrała jednak z Aną Ivanović 1:6, 4:6. Rozstawiona z numerem siódmym, udział w Rolandzie Garrosie rozpoczęła od pokonania kwalifikantki Ksienii Pierwak 6:1, 6:2 i Cwetany Pironkowej 7:5, 6:2. W trzeciej rundzie wygrała z Paulą Ormaecheą bez straty gema. W kolejnym meczu straciła pierwszego seta w turnieju, pokonując Samanthę Stosur 3:6, 6:4, 6:0. W spotkaniu ćwierćfinałowym Rosjanka zwyciężyła z nierozstawioną Garbiñe Muguruzą 1:6, 7:5, 6:1. W kolejnym pojedynku okazała się lepsza od Eugenie Bouchard. Mecz zakończył się wynikiem 4:6, 7:5, 6:2. W meczu mistrzowskim Szarapowa zmierzyła się z wyżej rozstawioną Simoną Halep. Po ponad trzech godzinach zmagań ostateczny triumf święciła mistrzyni imprezy z 2012 roku, która pokonała Rumunkę 6:4, 6:7(5), 6:4. Był to jej drugi tytuł zdobyty na kortach French Open.
Rozgrywki na kortach trawiastych, tak jak w poprzednich latach, rozpoczęła od samego wielkoszlemowego Wimbledonu. W pierwszym meczu pokonała Samanthę Murray, oddając przeciwniczce jednego gema. W następnym pojedynku zwyciężyła z Timeą Bacsinszky 6:2, 6:1. Także trzy gemy (mecz zakończony wynikiem 6:3, 6:0) zdołała wygrać kolejna rywalka – Alison Riske. W czwartej rundzie Rosjanka uległa Angelique Kerber 6:7(4), 6:4, 4:6.
W Montrealu rozpoczęła turniej od zwycięstwa nad Garbiñe Muguruzą 4:6, 6:3, 6:1 w drugiej rundzie, natomiast później przegrała z Carlą Suárez Navarro 2:6, 6:4, 2:6. W Cincinnati doszła do półfinału, wcześniej eliminując Madison Keys 6:1, 3:6, 6:3, Anastasjię Pawluczenkową 6:4, 7:6(2) i Simonę Halep 3:6, 6:4, 6:4. W walce o finał nie sprostała Anie Ivanović, z którą przegrała 6:2, 5:7, 7:5.
W US Open została rozstawiona z numerem piątym. W pierwszej rundzie triumfowała nad Mariją Kirilenko 6:4, 6:0. W kolejnym spotkaniu zwyciężyła Alexandrę Dulgheru 4:6, 6:3, 6:2. W trzeciej rundzie zawodów wygrała 6:2, 6:4 z Sabine Lisicki, zaś w czwartej zmierzyła się z Caroline Wozniacki. Rosjanka przegrała wtedy z Dunką wynikiem 4:6, 6:2, 2:6. W Wuhanie wygrała ze Swietłaną Kuzniecową 3:6, 6:2, 6:2 w drugiej rundzie, ale w mecz z Timae Bacsinszky uległa 6:7(3), 5:7. Zawody w Pekinie rozpoczęła od pokonania Kai Kanepi, Eliny Switoliny i Carli Suárez Navarro. W ćwierćfinale zwyciężyła Swietłanę Kuzniecową 6:0, 6:4 i tym samym rezultatem zakończyło się jej starcie z Aną Ivanović. Finał odbyła z Petrą Kvitovą. Rywalizacja zakończyła się wynikiem korzystnym dla Rosjanki, 6:4, 2:6, 6:3. Ten triumf zapewnił jej awans z 4 na 2. miejsce w rankingu WTA.
W WTA Tour Championships znalazła się w grupie białej, razem z Petrą Kvitovą, Agnieszką Radwańską i Caroline Wozniacki. Poniosła dwie porażki – z Wozniacki 6:7(4), 7(5):6, 2:6 i Kvitovą 3:6, 2:6 i odniosła zwycięstwo nad Radwańską 7:5, 6:7, 6:2. Zajęła ostatnie miejsce w stawce i nie awansowała do dalszego etapu rozgrywek.
Marija Szarapowa uplasowała się w 2015 na drugim miejscu w rankingu WTA.

#### Sezon 2015
Marija Szarapowa rozpoczęła sezon 2015 zawodami w Brisbane. W drodze do finału odniosła trzy zwycięstwa z Jarosławą Szwiedową 6:0, 6:1, Carlą Suárez Navarro 6:1, 6:3 i Eliną Switoliną 6:1, 6:3. W meczu o zwycięstwo pokonała Anę Ivanović 6:7(4), 6:3, 6:3. Szarapowa triumfowała nad Serbką po raz dziesiąty, jak również odnotowała 34. wygrany turniej w karierze. W Australian Open, startując z numerem drugim, pokonała odpowiednio Petrę Martić, Aleksandrę Panową, Zarinę Dijas, Shuai Peng, siódmą rakietę świata Eugenie Bouchard i Jekatierinę Makarową. W finale uległa Serenie Williams 6:3, 7:6(5). Po turniejach australijskich wystąpiła w Acapulco, gdzie pokonała trzy rywalki – Shelby Rogers, Marianę Duque Mariño i Magdalenę Rybárikovą. W wyniku problemów żołądkowych zrezygnowała z walki o finał z Caroline Garcią. Następnie, w Indian Wells, odniosła zwycięstwa w dwóch setach z Yaniną Wickmayer i Wiktoryją Azaranką, aby przegrać w czwartej rundzie z Flavią Pennettą 3:6, 6:3, 6:2. W Miami została pokonana w drugiej rundzie przez Darję Gawriłową 7:6(4), 6:3.
Okres gry na nawierzchni ceglanej Marija Szarapowa zaczęła od imprezy w Stuttgarcie, jednak uległa Angelique Kerber w II rundzie. Jej kolejnym turniejem na nawierzchni ziemnej były zawody w Madrycie. Udział w nich rozpoczęła od pokonania Timei Bacsinszky 6:2 6:3, Mariny Duque Mariño 6:1, 6:2, Caroline Garcii 6:2, 4:6, 7:5 i Caroline Wozniacki 6:1, 3:6, 6:3. W półfinale przegrała ze Swietłaną Kuzniecową 6:2, 6:4. W Rzymie Rosjanka zwyciężyła Jarmilę Wolfe, Bojanę Jovanović, Wiktorię Azarankę i Darję Gawriłową. W meczu mistrzowskim okazała się lepsza od Carli Suarez Navarro. Spotkanie zakończyło się wynikiem 4:6, 7:5, 6:1. Była to 35. wiktoria Rosjanki w karierze.
W maju wystartowała we French Open. W dwusetowych pojedynkach triumfowała nad Kaią Kanepi 6:2, 6:4, Witalią Diatchenko 6:3 6:1 i Samanthą Stosur 6:3, 6:4. W czwartej rundzie nie podołała Lucie Šafářovej, przegrywając 7:6(3), 6:4. W Wimbledonie odniosła zwycięstwa nad Johanną Kontą, Richèl Hogenkamp, Iriną-Camelią Begu, Zariną Dijas i Coco Vandeweghe. W półfinale odnotowała porażkę z Sereną Williams 6:2, 6:4. Po Wimbledonie Marija Szarapowa nie uczestniczyła w zawodach w Toronto, Cincinnati i US Open z powodu kontuzji prawej nogi. Natomiast w Wuhanie musiała poddać pojedynek z Barborą Strýcovą w pierwszej rundzie, ponieważ doznała urazu lewego przedramienia, z tego też powodu nie zagrała w Pekinie.
W WTA Tour Championships w Singapurze znalazła się w grupie czerwonej z Simoną Halep, Agnieszką Radwańską i Flavią Pennettą. Pokonała wszystkie trzy przeciwniczki – Halep 6:4, 6:4, Radwańską 4:6, 6:3, 6:4 i Pennettę 7:5, 6:1. W półfinale nie sprostała Petrze Kvitovej 6:3, 7:6(3).
Marija Szarapowa zakończyła sezon na czwartym miejscu w rankingu WTA.

#### Sezon 2016
Szarapowa planowała start w Brisbane, ale rozegranie spotkania z Jekatieriną Makarową w pierwszej rundzie, a ponadto obronę tytułu sprzed roku, uniemożliwiła jej kontuzja lewego ramienia. Miejsce Rosjanki zajęła Margarita Gasparian.
W Australian Open została rozstawiona z numerem piątym. Udział w turnieju rozpoczęła od zwycięskich dwusetowych pojedynków z Nao Hibino i Alaksandrą Sasnowicz (50 triumf w zawodach w Melbourne). W trzeciej rundzie wygrała z Lauren Davis (600 zwycięstwo w zawodowej karierze), natomiast w czwartej pokonała Belindę Bencic, z którą zmierzyła się pierwszy raz. Występ w Australian Open zakończyła na ćwierćfinale, przegrywając z Sereną Williams 6:4, 6:1. Porażka z Amerykanką spowodowała, że spadła na szóste miejsce w rankingu WTA. Szarapowa zrezygnowała z walki w Dausze i Indian Wells z powodu doskwierającej od początku sezonu kontuzji lewego ramienia.
W marcu zawodniczka przyznała się, że jej test antydopingowy przeprowadzony podczas turnieju w Australii dał wynik pozytywny. Powodem tego był środek o nazwie meldonium, zażywany przez Rosjankę od dziesięciu lat. Meldonium znalazło się na liście zakazanych substancji Światowej Agencji Antydopingowej od 1 stycznia 2016. Międzynarodowa Federacja Tenisowa zawiesiła tenisistkę tymczasowo od 12 marca, zaś 8 czerwca wykluczyła ją na okres dwóch lat, począwszy od 26 stycznia. Jednocześnie rezultat Szarapowej w Australian Open został unieważniony, ponadto musiała oddać pieniądze zarobione podczas turnieju. W październiku Trybunał Arbitrażowy ds. Sportu w Lozannie przychylnie odniósł się do wniesionej apelacji Szarapowej i skrócił dyskwalifikację do 15 miesięcy, tym samym powróci do startów 26 kwietnia w Stuttgarcie.

#### Sezon 2017
Szarapowa otrzymała dzikie karty przyznane przez organizatorów do turniejów WTA w Stuttgarcie, Madrycie i Rzymie. Wielu zawodników odniosło się nieprzychylnie do tej kwestii, m.in. Caroline Wozniacki.
26 kwietnia rozpoczęła sezon 2017 zawodami na nawierzchni ceglanej w Stuttgarcie. W dwusetowych pojedynkach zwyciężyła kolejno: Robertę Vinci 7:5, 6:3, Jekatieriną Makarową 7:5, 6:1 i Anett Kontaveit 6:3, 6:4. W półfinale podjęła Kristinę Mladenowic. Po zaciętym pojedynku Rosjanka musiała uznać wyższość rywalki, przegrywając z nią wynikiem 6:3, 5:7, 4:6. W Madrycie zmierzyła się z Mirjaną Lučić Baroni w pierwszej rundzie, kończąc mecz zwycięstwem 4:6, 6:4, 6:0. W drugiej rundzie poniosła porażkę z Eugenie Bouchard 5:7, 6:2, 4:6. Rzymski turniej Internazionali BNL d’Italia rozpoczęła od zwycięstwa nad Christiną McHale 6:4, 6:2 w pierwszej rundzie. W następnej rundzie musiała poddać pojedynek z Mirjaną Lucić-Baroni przy stanie 4:6, 6:3, 2:1 z powodu problemów z lewą nogą.
16 maja Bernard Giudicelli, prezes Francuskiej Federacji Tenisa, ogłosił, że organizatorzy French Open nie zdecydowali się podarować Szarapowej dzikiej karty do turnieju. Kilka dni wcześniej otrzymała taką przepustkę od promotorów zawodów w Birmingham, lecz z powodu wspomnianej kontuzji, zrezygnowała z występu w tych rozgrywkach oraz eliminacjach do Wimbledonu. W Stanford grała od pierwszej rundy, zwyciężając Jennifer Brady 6:1, 4:6, 6:0. Pojedynek z Łesią Curenko musiała poddać walkowerem, ponieważ doznała kontuzji lewej ręki. Wobec tego zrezygnowała również z występów w Toronto i Cincinnati, na które zostały przyznane jej dzikie karty.
W sierpniu Szarapowa otrzymała kolejną dziką kartę, tym razem od organizatorów US Open. W pierwszej rundzie zwyciężyła rozstawioną z numerem 2. Simonę Halep 6:4, 4:6, 6:3. W następnych pojedynkach pokonała Tímeę Babos 6:7(4), 6:4, 6:1 i Sofię Kenin 7:5, 6:2, aby przegrać w IV rundzie z Anastasiją Sevastovą 7:5, 4:6, 2:6. Szarapowa rozegrała wszystkie spotkania na korcie centralnym Arthur Ashe Stadium, co krytycznie oceniła rozstawiona z numerem 5. Caroline Wozniacki: „rozumiem, że kort centralny to nie tylko sport, ale również biznes. Nie mogę jednak zaakceptować tego, że ktoś, kto wraca po dyskwalifikacji za doping, rozgrywa mecze na najbardziej reprezentacyjnym korcie”. Szarapowa udzieliła odpowiedzi na krytykę Dunki po spotkaniu w trzeciej rundzie, mówiąc, że „nie ona ustala terminarz”, i że „mogłaby zagrać nawet na parkingu samochodowym w Queens”.
W turnieju China Open w Pekinie (dzika karta) zrewanżowała się Anastasiji Sevastovej za porażkę w US Open, wygrywając z nią po ponad trzech godzinach 7:6(3), 5:7, 7:6(7). W drugiej rundzie pokonała Jekatierinę Makarową 6:4, 4:6, 6:1, natomiast trzeci pojedynek przegrała z Simoną Halep 2:6, 2:6. Była to pierwsza porażka z tą zawodniczką w karierze Szarapowej. Na początku zawodów w Tiencinie (dzika karta) miała zmierzyć się pierwotnie z Caroline Garcią, lecz po wycofaniu się Francuzki z powodu kontuzji uda, stawiła czoło Irinie-Camelii Begu; wygrała z Rumunką 6:4, 6:2. W drugim meczu
zwyciężyła Magdę Linnette 7:5, 6:3, później zaś Stefanie Vögele 6:3, 6:1. W półfinale wyeliminowała Peng Shuai 6:3, 6:1, a w 59. finale w karierze udało się jej wygrać 36. singlowy turniej, pokonując Arynę Sabalenkę 7:5, 7:6(8). W moskiewskim turnieju Kremlin Cup przegrała w I rundzie z Magdaléną Rybárikovą 6:7(3), 4:6.
Sezon 2017 zakończyła na 59. miejscu.

#### Sezon 2018
Szarapowa zainaugurowała sezon 2018 występem w zawodach w Shenzhen, odnosząc zwycięstwo w pierwszej rundzie nad Mihaelą Buzărnescu 6:3, 6:0, następnie, po ponad dwugodzinnym meczu, wygrała z Alison Riske 6:3, 6:7(5), 6:4. W ćwierćfinale pokonała Zarinę Dijas 6:3, 6:3, po czym spotkała się w półfinale z Kateřiną Siniakovą po raz pierwszy w karierze, ulegając jej 2:6, 6:3, 3:6. W Australian Open pokonała Tatjanę Marię 6:1, 6:4 i Anastasiję Sevastovą 6:1, 7:6(4), po czym w trzeciej rundzie przegrała z Angelique Kerber 6:1, 6:3.
W Doha mogła zaprezentować się za sprawą otrzymanej od organizatorów dzikiej karty, jednak jej występ zakończył się w pierwszej rundzie po przegranej z Monicą Niculescu 6:4, 4:6, 3:6. Nie pojawiła się w Dubaju, mimo dzikiej karty, z powodu kłopotów z przedramieniem, natomiast na kortach w Indian Wells ponownie odpadła w pierwszej rundzie, tym razem przegrywając z Naomi Ōsaką 4:6, 4:6. Nawracający uraz lewego przedramienia oraz odma opłucnowa uniemożliwił jej start w turnieju w Miami. Na kortach ceglanych w Stuttgarcie, występując za sprawą dzikiej karty, podtrzymała serię przegranych w inauguracyjnym meczu, gdy poniosła porażkę w spotkaniu z Caroline Garcią 3:6, 7:6(6), 6:4. Szarapowa rozpoczęła udanie zawody w Madrycie, sukcesywnie pokonując kolejne rywalki: Mihaelę Buzărnescu 6:4, 6:1, Irinę-Camelię Begu 7:5, 6:1 i Kristinę Mladenovic 6:3, 6:4. Drogę do półfinału zamknęła jej Kiki Bertens, która awansowała do dalszej rundy po trzysetowym pojedynku 4:6, 6:2, 6:3. Jej kolejnym turniejem na nawierzchni ziemnej były zawody w Rzymie. Udział rozpoczęła od zwycięskich trzysetowych pojedynków z Ashleigh Barty 7:5, 3:6, 6:2 i Dominiką Cibulkovą 3:6, 6:4, 6:2, następnie była lepsza od Darji Gawriłowej 6:3, 6:4 i Jeļeny Ostapenko 6:7(6), 6:4, 7:5. Występ w finale uniemożliwiła jej Simona Halep, pokonując Rosjankę 4:6, 6:1, 6:4.
Udział w Rolandzie Garrosie rozpoczęła od zwycięskiego trzysetowego meczu 6:1, 4:6, 6:3 z kwalifikantką, Richèl Hogenkamp, następnie pokonała Donnę Vekić 7:5, 6:4 i Karolínę Plíškovą 6:2, 6:1. W czwartej rundzie miała zmierzyć się z Sereną Williams, jednak Amerykanka wycofała się z turnieju w wyniku urazu mięśnia piersiowego. W ćwierćfinale Szarapowa uległa Garbiñe Muguruzie 2:6. 1:6.
Pomimo niewielkiej ilości meczów, w sezonie 2018 Szarapowa wygrała trzy razy plebiscyt na uderzenie miesiąca.

#### Sezon 2019
Pierwszym profesjonalnym turniejem Szarapowej w sezonie 2019 były zawody w Shenzhen. W pierwszej rundzie turnieju pokonała Timeę Bacsinszky 6:2, 7:6(3), następnie wygrała z Wang Xinyu, która zrezygnowała z kontynuowania pojedynku przy stanie 6:7(4), 5:2. W ćwierćfinale poddała pojedynek z Aryną Sabalenką w drugim secie w wyniku kontuzji lewego uda. W Australian Open rozpoczęła zmagania od zwycięstwa nad Harriet Dart 6:0, 6:0, następnie pokonała Rebekkę Peterson 6:2, 6:1 i obrończynię tytułu Caroline Wozniacki 6:4, 4:6, 6:3. W czwartej rundzie uległa Ashleigh Barty 6:4, 1:6, 4:6. Trzecim turniejem Szarapowej był St. Petersburg Ladies Trophy, gdzie była lepsza od Darji Gawriłowej – 6:0, 6:4, po czym oddała mecz z Darją Kasatkiną walkowerem; powodem był uraz prawego barku.

### Występy w rozgrywkach międzypaństwowych

#### Puchar Federacji
Marija Szarapowa jest stałą rezydentką Stanów Zjednoczonych. W USA mieszka od siódmego roku życia, ale na wszystkich międzynarodowych zawodach reprezentuje Rosję.
W 2004 roku Anastasija Myskina, po przegranym spotkaniu z Szarapową podczas mistrzostw WTA, zaczęła krytykować zachowanie jej ojca. Twierdziła, że zachowywał się zbyt energicznie, ciągle krzycząc do córki i emocjonalnie przeżywając mecz. Dwa tygodnie później, w czasie półfinałów Fed Cup, Myskina zapowiedziała, że zaprzestanie gry w reprezentacji, jeśli dołączy do niej Szarapowa, podając jako powód niegrzeczne i niepoprawne zachowanie Jurija Szarapowa. Łarysa Neiland, asystentka kapitana rosyjskiej reprezentacji do Fed Cup Szamiła Tarpiszczewa, dodała, że największym problemem młodej Rosjanki jest jej ojciec. Była tenisistka powiedziała także, że jego zachowanie podczas mistrzostw WTA było skandaliczne. Tarpiszczew, bagatelizując problem, uważał, że zawodniczki się pogodzą i razem będą występować w rozgrywkach.
Pod koniec 2005 roku, Szarapowa stwierdziła, że chętnie zadebiutowałaby w Pucharze Federacji. Swietłana Kuzniecowa uważała, iż Marija Szarapowa nie powinna grać dla Rosji, gdyż jest „bardziej Amerykanką niż Rosjanką”, ale ostatecznie po rozmowie z zainteresowaną zmieniła zdanie. Jej pierwszy mecz miał odbyć się w 2006 roku w rozgrywkach z Belgią, ale Rosjanka musiała zrezygnować z występu z powodu kontuzji. Następne okazje do debiutu w kwietniu 2007 roku z Hiszpanią i w lipcu ze Stanami Zjednoczonymi nie doszły do skutku z powodów zdrowotnych. W związku z chorobami, kapitan reprezentacji zapowiedział, że nie weźmie ona też udziału w finałowej rywalizacji rozgrywek z Włochami. Szarapowa pojawiła się jednak podczas finału, kibicując koleżankom i udzielając się jako „sparingpartnerka”. Nieprzychylne jej reprezentantki uznały, że pojawiła się na korcie tylko po to, żeby wystąpić na igrzyskach olimpijskich w 2008 roku.
Marija Szarapowa zadebiutowała w Fed Cup w lutym 2008 roku w ćwierćfinałowej rywalizacji przeciw Izraelowi. Stoczyła wtedy dwa wygrane pojedynki, pomagając reprezentacji wygrać ogólnie 4–1. W pierwszym meczu zwyciężyła z Cipporą Obziler 6:0, 6:4, a w następnym pokonała Szachar Pe’er 6:0, 6:4. Kapitan reprezentacji przyzwolił Rosjance opuścić półfinałową rywalizację, pozwalając jej na udział w finale. Szarapowa zmuszona była jednak opuścić tę konfrontację, gdyż data finału konfliktowała z terminem zakończenia rekonwalescencji po kontuzji.
W 2011 roku Szarapowa powróciła do rywalizacji reprezentacyjnej. Wystąpiła w pierwszej rundzie rozgrywek z Francją, gdzie przegrała z Virginie Razzano 3:6, 4:6. Rosjanka była także zgłoszona do meczu z Alizé Cornet, ale ostatecznie jej miejsce zajęła Anastasija Pawluczenkowa. W 2012 roku Marija Szarapowa kontynuowała reprezentowanie kraju w meczu z Hiszpanią. Pokonała wtedy Sílvię Soler Espinosę 6:2, 6:1, ale nie mogła brać udziału w drugim spotkaniu z powodu niedyspozycji.
W 2015 roku wystąpiła w I rundzie Grupy Światowej Pucharu Federacji, w której rywalkami Rosjanek były reprezentantki Polski. Szarapowa odniosła dwa zwycięstwa, 7 lutego nad Urszulą Radwańską 6:0, 6:3, a następnego dnia nad Agnieszką Radwańską 6:1, 7:5. Dwa miesiące później nie uczestniczyła w półfinale z Niemkami z powodu kontuzji nogi. W finale z Czeszkami pokonała Karolinę Pliskovą 6:3, 6:4 i Petrę Kvitovą 3:6, 6:4, 6:2, ale całą rywalizację wygrały przeciwniczki stosunkiem 3-2. W 2016 r. znalazła się w kadrze rosyjskiej przeciwko Holenderkom, nie rozegrała jednak żadnego spotkania.

#### Igrzyska olimpijskie

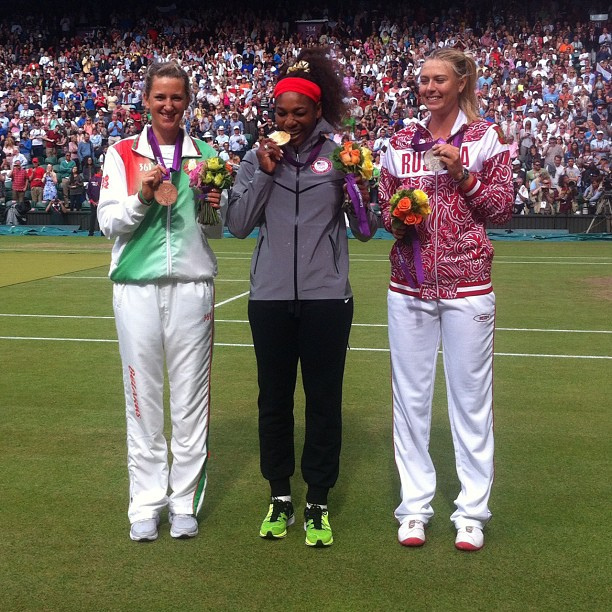
Medalistki Igrzysk Olimpijskich 2012. Marija Szarapowa z prawej

Marija Szarapowa reprezentowała Rosję na jednych igrzyskach olimpijskich: w 2012 roku w Londynie. Była także chorążym reprezentacyjnym. Rywalizowała wtedy tylko w rozgrywkach singlowych. W zawodach rozstawiona była z numerem trzecim; rywalizowała w trzeciej ćwiartce. W początkowej fazie rozgrywek pokonała m.in. Szachar Pe’er (6:2, 6:0), Laurę Robson (7:6(5), 6:3), Sabine Lisicki (6:7(8), 6:4, 6:3), a w ćwierćfinale Kim Clijsters (6:2, 7:5). W półfinałowym pojedynku zwyciężyła z Mariją Kirilenko 6:2, 6:3. W finale uległa jednak Serenie Williams 6:0, 6:1.

### Afera dopingowa
7 marca 2016 zawodniczka na konferencji prasowej w Los Angeles podała, że jej test antydopingowy przeprowadzony w czasie Australian Open, dał wynik pozytywny. Szarapowa zażywała meldonium, lek nasercowy znany również pod nazwą mildronat, od 10 lat: „Pierwszy raz podano mi ten lek w 2006 roku. Wtedy często było mi niedobrze i brakowało mi w organizmie magnezu, a poza tym w mojej rodzinie pojawiały się przypadki cukrzycy.To był jeden z leków, który mi pomagał”. 1 stycznia 2016 środek ten znalazł się na liście zakazanych substancji Światowej Agencji Antydopingowej (WADA). Wcześniej Rosjance przysłano powiadomienie o zmianach w przepisach, lecz ona tłumaczyła się niedopatrzeniem ze swojej strony: „22 grudnia otrzymałam od WADA wiadomość e-mail, w której była mowa o zmianach w przepisach antydopingowych i link do listy zabronionych substancji w 2016 roku, ale na nią nie spojrzałam”. 11 marca zdementowała informacje podane przez The New York Times, jakoby dostała pięć zawiadomień o zbliżającej się aktualizacji programu antydopingowego. Międzynarodowa Federacja Tenisowa (ITF) zawiesiła Szarapową tymczasowo od 12 marca.
W Stanach Zjednoczonych, gdzie mieszka zawodniczka, nie ma pozwolenia na obrót meldonium, natomiast w Rosji, kraju który reprezentuje w zawodach, substancja jest legalna. Ivars Kalvinš, łotewski wynalazca leku, nie uznał go za doping, mówiąc, że ten lek pomaga chronić serce przed skutkami dużego wysiłku fizycznego i nie wpływa na sprawność organizmu. Podobne stanowisko ogłosił Don Catlin, długoletni specjalista antydopingowy i dyrektor naukowy Banned Substances Control Group (BSCG).
Wiele osób związanych ze środowiskiem tenisowym potępiło wspomaganie się kontrowersyjnym farmaceutykiem przez Szarapową. Swoje opinie wydali, m.in. John McEnroe, Jennifer Capriati, Steve Simon, Roger Federer i Dominika Cibulková. Głosy sympatii płynęły ze strony Martiny Navrátilovej, Jamesa Blake’a i Ryana Harrisona. Szamil Tarpiszczew, prezes Rosyjskiej Federacji Tenisowej, bronił swojej reprezentantki, opisując pozytywny wynik kontroli jak „stek bzdur”, i wyraził pewność występu zawodniczki na Igrzyskach Olimpijskich w Rio de Janeiro.
Niedługo po konferencji Szarapowej jej sponsorzy wydali oficjalne komunikaty. TAG Heuer, producent zegarków, zerwał negocjacje nad nową umową z Rosjanką, natomiast Nike i Porsche zawiesiły kontrakty do wyjaśnienia sprawy. Head, producent rakiet tenisowych, ogłosił, że wspiera Rosjankę i zamierza przedłużyć z nią współpracę. Organizacja Narodów Zjednoczonych pozbawiła ją miana Ambasadora Dobrej Woli „do czasu zakończenia śledztwa”.
8 czerwca ITF zdyskwalifikowała ją na okres dwóch lat, począwszy od 26 stycznia, czyli dnia pobrania próbki krwi. Oznaczało to, że wszystkie wyniki, które osiągnęło od 1 do 26 stycznia zostały anulowane, a pieniądze zarobione podczas Australian Open musiała zwrócić. Szarapowa zapowiedziała złożenie apelacji od wyroku.

4 października Trybunał Arbitrażowy ds. Sportu w Lozannie (CAS) zmniejszył wymiar kary nałożonej na Szarapową przez ITF z 24 do 15 miesięcy. CAS przedstawił swoje stanowisko: 

Na mocy przesłuchań z 7 i 8 września 2016 roku panel CAS ustalił, że pani Szarapowa obniżyła percepcję podejmowanego ryzyka podczas korzystania z Mildronatu, ponieważ (a) używała Mildronat przez około dziesięć lat bez żadnego problemu dopingowego (b) konsultowała się z rosyjskim doktorem, który przepisał Mildronat z powodów medycznych, nie w celu poprawy występów oraz (c) nie otrzymała żadnego ostrzeżenia o zmianie statusu Meldonium od WADA, ITF czy WTA. Co więcej, panel CAS uważa, iż rozsądnym było powierzenie przez panią Szarapową coroczne sprawdzanie listy zabronionych substancji agentowi. Jednakże panel CAS uznał, iż winą pani Szarapowej jest (a) brak podania agentowi adekwatnych instrukcji przeprowadzania tak ważnego zadania jak sprawdzanie listy zabronionych substancji oraz (b) brak nadzorowania i kontrolowania działań przeprowadzanych przez jej agenta (przede wszystkim brak jakiejkolwiek weryfikacji w celu upewnienia się, czy agent rzeczywiście wypełnił obowiązki). Panel CAS dostrzegł również niepowodzenie pani Szarapowej przy ujawnieniu korzystania z Meldonium w formularzach kontroli antydopingowej. Biorąc pod uwagę wszelkie okoliczności, panel CAS uznał, że choć pani Szarapowa zawiniła, brak istotnej winy lub zaniedbania powinien zostać uwzględniony, doprowadzając do postępowania celem zmniejszenia dwuletniej kary nawet do 50 procent. Bazując na analizie stopnia winy pani Szarapowej, panel CAS zdecydował, że kara powinna zostać skrócona do 15 miesięcy”.

## Styl gry
Marija Szarapowa gra agresywnie i siłowo, zazwyczaj z linii końcowej posiłkując się rotacjami i kątami, z dużą mocą uderzenia, głębokimi piłkami z umiejętnie dobieranymi kierunkami zagrań, oraz często wskroś kortu, zarówno backhandem, jak i forehandem. Jest jedną z niewielu zawodniczek uczestniczących w rozgrywkach WTA Tour, która często używa rewersowego forehandu. Zazwyczaj, zamiast stosować tradycyjnego woleja lub smecza, wybiera zastosowanie potężnego „swinging” woleja przy siatce lub lobuje atakująco. Szarapowa generalnie jest uważana za zawodniczkę szybko poruszającą się na korcie, w czym nie przeszkadza jej wysoki wzrost.
Na początku roku 2008 komentatorzy tenisowi zgodnie zauważyli, że tenisistka znacznie poprawiła swój styl gry, szczególnie poruszanie się na korcie i grę stopami („footwork”), wzbogacając swoje umiejętności o skuteczny dropshot i „podcinany” backhand. Pomimo skutecznej, siłowej gry, największymi atutami tenisistki podczas meczu są żelazna psychika i chęć walki. Jej trener ze szkoły na Florydzie, Nick Bollettieri, stwierdził, że jest „twarda jak gwoździe”. Tenisista John McEnroe powiedział o niej: „jest jednym z najlepszych sportowców w historii sportu”.
Rosjanka jest także znana ze swojego „stękania” („pokrzykiwania”) w trakcie odbijania piłki. Podczas wielkoszlemowego turnieju Wimbledon 2005 zarejestrowano wydany przez nią dźwięk o poziomie natężenia 101 dB. Podczas meczu drugiej rundy turnieju w Birmingham w 2003 roku tenisistka została poproszona o stonowanie swoich odgłosów, po tym kiedy jej przeciwniczka, Nathalie Dechy, poskarżyła się sędziemu prowadzącym to spotkanie. Szarapowa odpowiedziała wtedy, że jej pokrzykiwanie to „instynkt naturalny”. Monica Seles zasugerowała publicznie, że wydawanie takich odgłosów jest instynktowne i stanowi część tenisowej rzeczywistości. Szarapowa, wypytywana przez media na temat swoich odgłosów, skwitowała dziennikarzy radą, aby „po prostu oglądali mecz”. Jej obronne możliwości uległy znacznemu polepszeniu pod opieką nowego trenera, co poskutkowało wygranymi turniejami na kortach ziemnych, w tym wielkoszlemowym French Open 2012.

### Podanie

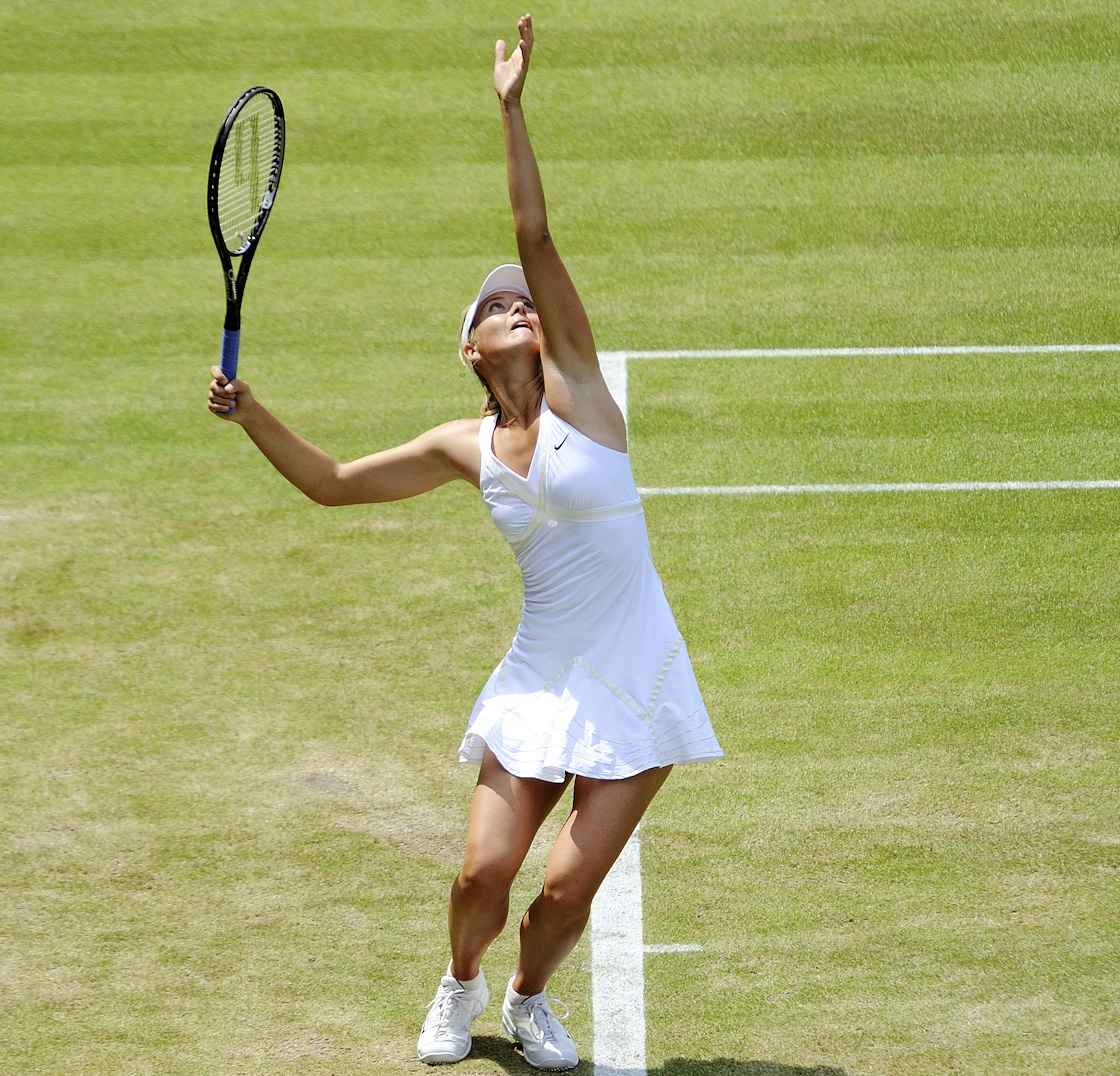
Szarapowa serwuje podczas Wimbledonu 2009

W czasie wczesnej kariery profesjonalnej, zarówno jej pierwsze, jak i drugie podanie były uważane za bardzo mocne, a ona sama była uznawana za jedną z najlepiej serwujących uczestniczek w rozgrywkach WTA Tour. Od 2007 roku problemy zdrowotne związane z barkiem mocno osłabiły jej serwis, ale uczyniły go bardziej urozmaiconym i zaskakującym. Kontuzja barku spowodowała zmienność w skuteczności podania oraz dużą liczbę podwójnych błędów serwisowych. Dwukrotna mistrzyni US Open, Tracy Austin, zasugerowała, że Szarapowa często traci zaufanie w swoje możliwości na korcie, kiedy to podanie nie dopisuje jej, a w rezultacie czyni więcej niewymuszonych błędów, oraz przeważnie gra raczej niepewnie, natomiast tenisowy felietonista Joel Drucker napisał, że podanie Szarapowej stanowi „katalizator całej jej gry” oraz że jej zmaganie z nim pozostawia ją „zdemaskowaną”.
Kiedy tenisistka powróciła na korty po przerwie w latach 2008–2009, spowodowanej operacją barku, zaczęła serwować ze skróconym zamachem, czego skutkiem były wolniejsze podania, choć nadal plasowała się w czołówce zawodniczek serwujących najwięcej asów i popełniających najwięcej podwójnych błędów. Po przegranej w początkowej rundzie US Open 2009, tenisistka powróciła do dawniejszego, bardziej zamaszystego stylu podawania, niemalże takiego jaki miała przed zabiegiem chirurgicznym. Podając w ten sposób osiąga prędkości podania nawet do 121 mil na godzinę (pomiar z Birmingham 2010) – było to najszybsze podanie w jej karierze.
Po urazie barku i jego operacji, Szarapowa nie jest w stanie w pełni uregulować swojego podania, gdyż nie może za każdym razem precyzyjnie ocenić siły uderzenia, co przyczynia się do wielu błędów serwisowych. Jej nowy styl podawania spowodował kontuzję łokcia i nadal skutkuje niepewnymi wynikami, aczkolwiek pod opieką trenera Thomasa Hogstedta rezultaty poprawiły się znacznie.

### Nawierzchnie
Ponieważ Szarapowa zazwyczaj wybiera grę siłową, preferuje „szybkie” korty twarde oraz korty trawiaste, toteż wielkoszlemowe tytuły osiągała najczęściej na tych nawierzchniach (Wimbledon 2004, US Open 2006 oraz Australian Open 2008), grając swój najlepszy tenis. Mistrzostwo uzyskane na powolnej nawierzchni ceglastej we French Open 2012 stanowi wyjątek od tej reguły.
Szarapowa nie lubi wolnych kortów ziemnych. Twierdzi, że poruszanie się na mączce sprawia jej trudności w porównaniu z innymi nawierzchniami, raz określając się tamże jako „krowa na lodowisku”, ponieważ nie potrafi się skutecznie ślizgać. Zanotowała poprawę w formie na tej nawierzchni, czego przejawem był jej pierwszy wygrany turniej na korcie ziemnym, Internationaux de Strasbourg w 2010 roku. Niecały rok później wygrała Internazionali BNL d’Italia w 2011 roku. Szarapowa nadal wykazuje znaczny postęp w skuteczności na mączce, wygrywając Porsche Tennis Grand Prix w 2012 roku w Stuttgarcie, następnie skutecznie broniąc tytułu w Rzymie, gdzie wygrała Internazionali BNL d’Italia w 2012, i ostatecznie wygrywając French Open 2012, co w sumie stanowi jej najlepszy sezon w karierze na kortach ziemnych, stosunkiem wygranych meczów do przegranych 18–1, przy stracie zaledwie czterech setów.

### Ground strokes (przebijanie) i gra przy siatce
Szarapowa przebija z dużą siłą, celnie i skutecznie. Posiada silny forehand, za pomocą którego ustawia grę o i zdobywa punkty za pomocą uderzeń wygrywających („winners”). Tenisistka potrafi użyć rewersowego forehandu, w stylu Lindsay Davenport czy Rafaela Nadala, co pozwala jej na uderzenie piłki później niż zazwyczaj oraz nadaje piłce topspin, ale powoduje także problemy z timingiem. Jej backhand, choć nie tak skuteczny w ustawianiu gry, stanowi według fachowców jej największą broń i jest uważany za jeden z najlepszych pośród tenisistek. Jej gra przy siatce jest przede wszystkim skuteczna kiedy rosyjska tenisistka atakuje. Szarapowa często używa woleja granego topspinem zamiast podciętego („slice”), lecz nie jest to na ogół dla niej korzystne, toteż stara się ciągle poprawiać ten element gry. Rosjanka, w momentach gdy piłka znajduje się blisko ciała, wygina mocno nadgarstek, umożliwiając dzięki temu skuteczne odbicie z forehandu.

## Trenerzy
Mariję Szarapową w przeciągu kariery tenisowej prowadziło wielu doświadczonych trenerów i coachów. Jej pierwszym nauczycielem był ojciec Jurij, który zaczął szkolić córkę, gdy ta osiągnęła wiek czterech lat. Po przeprowadzce na Florydę jej indywidualnym treningiem w akademii Bollettieriego zajmował się Robert Lansdorp, trener m.in. Pete’a Samprasa i Lindsay Davenport. W międzyczasie była ćwiczona także przez założyciela szkoły, który pracował z takimi gwiazdami jak Serena Williams, Martina Hingis i Monica Seles. Od jedenastego roku życia była uczona przez Michaela Joyce’a, z którym osiągnęła największe sukcesy w karierze, jak np. mistrzostwa Wielkiego Szlema oraz tytuły WTA Championships. Ich wspólna praca zakończyła się w 2011 roku, kiedy to jej dalszym rozwojem zajął się zwycięzca juniorskiego turnieju wielkoszlemowego i były trener Li Na, Szwed Thomas Hogstedt. Ta współpraca zakończyła się po trzech latach – w lipcu 2013 roku. Przez miesiąc jej trenerem był wielokrotny triumfator turniejów Wielkiego Szlema, Amerykanin Jimmy Connors, z którym rozstała się po jednym spotkaniu. Na czas nadchodzącego US Open, z którego Rosjanka się wycofała z powodu kontuzji, trenować miał ją jej ojciec – Jurij Szarapow. W listopadzie tego samego roku Rosjanka poinformowała, że jej nowym trenerem został Sven Gröneveld. W marcu 2018 roku zrezygnowała z usług Grönevelda z powodu niezadowalających wyników sportowych.

## Życie prywatne

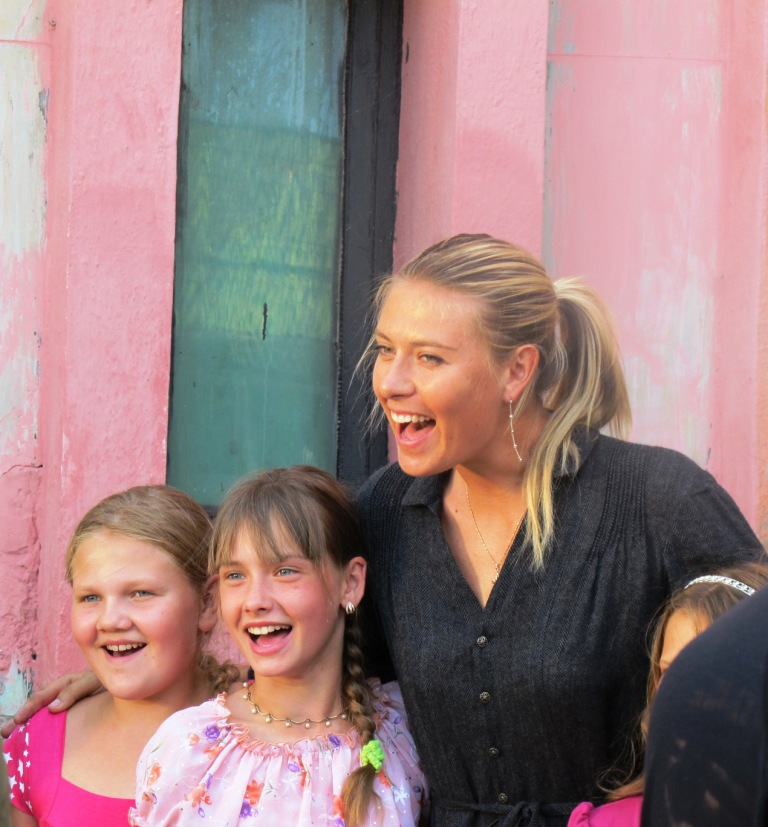
Szarapowa z miejscowymi dziećmi w Homlu, rejonie skażonym katastrofą elektrowni jądrowej w Czarnobylu

Marija Szarapowa mieszka w Stanach Zjednoczonych od 1994 roku. Oprócz domu w Bradenton na Florydzie, posiada także rezydencję w Manhattan Beach w Kalifornii oraz dom w Netanji w Izraelu.
19 października 2010 Marija Szarapowa i koszykarz Saša Vujačić ogłosili swoje zaręczyny. Para zerwała je w 2012 roku, co tenisistka ogłosiła na konferencji prasowej podczas US Open 2012. Następnie Rosjanka związała się z bułgarskim tenisistą Grigorem Dimitrowem. Ich znajomość zakończyła się po Wimbledonie 2015. W 2018 związała się z brytyjskim milionerem, właścicielem Paddle8, Alexandrem Gilkesem.
Szarapowa wypowiadała się różnorako na temat jak długo zamierza grać profesjonalnie. Po wycofaniu się 25-letniej tenisistki Justine Henin z czynnego sportu w 2008 roku, Szarapowa powiedziała: „Gdybym to ja miała 25 lat i już wygrała tyle wielkoszlemowych turniejów, to też bym sobie darowała”. W wywiadzie tuż po Australian Open 2008, wyraziła niechęć ku graniu przez dalsze dziesięć lat, zauważając, że raczej ma na myśli „miłego męża oraz kilkoro dzieci” w tym czasie. Z drugiej strony, w późniejszym wywiadzie po półfinale na Australian Open 2012, tenisistka zmieniła swoje zdanie, deklarując, że ma zamiar grać profesjonalnie tak długo, jak będzie to sprawiać jej przyjemność. Szarapowa rzekła: „Jestem pewna, że, na przykład, gdy miałam 17 lat i ktoś tam by powiedział, że będę grała przez następne 8 lat, to bym sobie pomyślała, a kuku, nie zobaczycie mnie na konferencji prasowej w wieku lat 25. Lecz lata się ciągną. A ja straciłam rok – nie grałam przez calusieńki rok. Już to mówiłam, tuż przed turniejem, parę tygodni wcześniej, że obudziłam się i byłam wręcz szczęśliwa, że mogę powrócić na kort. Czuję się rześka, pełna energii, po prostu mam naprawdę dobre nastawienie. Oczywiście, czasy się zmieniają. Widzę siebie grającą w tym sporcie przez wiele więcej lat, ponieważ jest to coś co daje mi najwięcej przyjemności w moim życiu. Wydaje mi się, że łatwiej jest kiedy wiesz, że jesteś dobra w czymś, i że zawsze możesz jeszcze się poprawić. No i oczywiście zawsze jest pomocnym bycie popieraną i dopingowaną”.

## Działalność charytatywna
Podczas US Open 2004 Szarapowa, jak i pozostałe Rosjanki, nosiła czarną wstążkę, ku pamięci ofiar ataku terrorystycznego na szkołę w Biesłanie. W 2005 roku podarowała ok. 50 tys. dolarów na potrzeby biesłańskich rodzin. 14 lutego 2007 Szarapowa została Ambasadorem Dobrej Woli Programu Narodów Zjednoczonych ds. Rozwoju (UNDP). Przekazała także 210 tysięcy dolarów na stypendia dla studentów z okolic Czarnobyla i ponad 100 tysięcy dolarów dla regionu Homla, który ucierpiał w czasie czarnobylskiej katastrofy jądrowej.
W grudniu 2004 roku, wraz z tenisistkami Angelą Haynes, Mariją Kirilenko, Nicole Vaidišovą, Rennae Stubbs, Jennifer Capriati oraz gubernatorem stanu Floryda Jebem Bushem, Szarapowa wzięła udział w tenisowym pokazie w Tampie, aby wspomóc ludzi poszkodowanych w Stanach Zjednoczonych przez huragan Katrina. W lipcu 2008 roku wysłała kondolencje na płycie DVD na nabożeństwo żałobne dla zmarłej na raka Emily Bailes, która wykonała tradycyjny rzut monetą przed finałem Wimbledon 2004, wygranym przez Szarapową.

## Kontrakty sponsorskie, osiągnięcia, moda

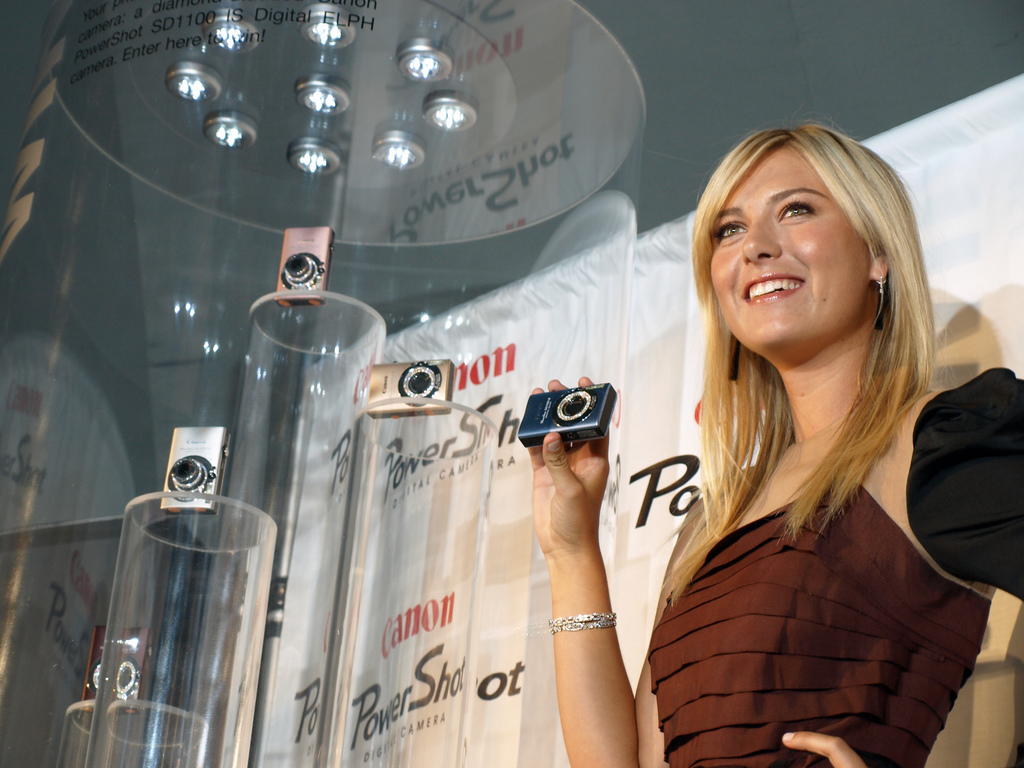
Szarapowa prezentująca model z serii cyfrowych aparatów fotograficznych Canon PowerShot

Sukcesy tenisowe oraz własny wygląd pozwoliły Szarapowej na podpisywanie umów sponsorskich, których wartość przekraczała zyski uzyskiwane z gry w turniejach. W marcu 2006 roku dwutygodnik Forbes umieścił ją na czele listy najlepiej opłacanych kobiet sportu na świecie, z rocznymi zarobkami wynoszącymi ponad 18 mln dolarów amerykańskich. W 2013 roku ten sam magazyn uznał ją za najbardziej wartościową celebrytkę w Rosji, z zarobkami wynoszącymi 29 mln dolarów amerykańskich. Szarapowa co roku znajdowała się w czołówce zestawienia kobiecego, nawet w sezonie 2007, kiedy kontuzji uległ jej bark. W latach 2011 i 2012 była najlepiej zarabiającą kobietą. Od 2005 roku przez kolejne dziewięć lat osiągała największe zyski spośród wszystkich aktywnych w danym okresie tenisistek. W 2005 roku amerykańskie czasopismo People umieściło ją w rankingu 50 najpiękniejszych ludzi. W 2006 roku miesięcznik Maxim wybrał Szarapową jako najgorętszego sportowca na świecie czwarty rok z rzędu. Rosjanka pozowała w sześciostronicowego sesji zdjęciowej strojów kąpielowych, która ukazała się w walentynkowym numerze Sports Emisji Illustrated Swimsuit obok 25 innych supermodelek. W ankiecie prowadzonej przez magazyn FHM w Wielkiej Brytanii sklasyfikowana była jako siódma najbardziej pożądana panna, na podstawie jej „bogactwa i wyglądu”. W 2013 roku znalazła się na okładce magazynu Shape.
Miesiąc po wygranej Marii Szarapowej na Wimbledonie 2004, telefoniczna firma Motorola podpisała z nią kontrakt dotyczący promowania swojego telefonu z nowej linii telefonicznej. Dodatkowo pojawiła się w reklamach firm Land Rover i Canon, jak również zatwierdziła marki zegarka Tag Heuer i ozdoby jubilerskie Tiffany będące jej imiennikami. Tiffany również zapewniła Rosjance kolczyki z serii „Tiffany for Maria Sharapova” sprzedawane globalnie. Szarapowa wystąpiła także w lecie 2006 roku w nagradzanej telewizyjnej kampanii reklamowej „Pretty” marki Nike. Podpisała umowę sponsorską w styczniu 2007 roku z firmami Gatorade i Tropicana. W 2007 roku Rosjanka została wyróżniona w reklamach firmy Canon. Postać Marii Szarapowej umieszczono w niektórych seriach konsolowych gier wideo, m.in. Top Spin, Virtua Tennis i Grand Slam Tennis. Podczas przerwy spowodowanej kontuzją barku, czując przelotny charakter kariery profesjonalnego sportowca, Szarapowa postanowiła skoncentrować się na rozwijaniu swojego nazwiska jako marki. Zaczęła organizować spotkania z przedstawicielami firm, które dotychczas sponsorowała. W styczniu 2010 roku ogłoszono, że Szarapowa odnowiła kontrakt z Nike, podpisując go na okres ośmiu lat o łącznej wartości wynoszącej do 43 mln funtów. Stał się on najbardziej dochodową umową wszech czasów odnoszącą się do kobiet zajmujących się sportem. Poprzedni rekord należał do Venus Williams i firmy Reebok, a opiewał na kwotę 28 mln funtów. W 2013 roku Szarapowa została ambasadorem marki Porsche.
Podążając za innymi tenisistami jak Fred Perry i René Lacoste, którzy stworzyli własne kolekcje ubrań, Szarapowa razem z firmą Nike i Cole′em Haanem w 2010 roku uruchomiła linię odzieży tenisowej: „Nike Maria Sharapova Collection”. Kolekcja zawierała sukienki zaprojektowane na największe turnieje. Pomysł utworzenia własnych strojów był spowodowany tym, że poprzednie sukienki produkcji Nike nie układały się odpowiednio na jej klatce piersiowej. Swoją decyzję argumentowała także faktem, że były one noszone przez zbyt wielu innych graczy. Rosjanka zaproponowała własne pomysły i szkice oraz oświadczyła, że proces tworzenia rozpocznie się na osiemnaście miesięcy przed turniejem, a sprzedaż strojów nastąpi równocześnie z rozpoczęciem zawodów. Kolekcja była noszona przez inne zawodniczki WTA, m.in. Sofię Arvidsson, Chang Kai-chen, Andreę Hlaváčkovą, Madison Keys, Anastasiję Piwowarową oraz inne zawodniczki, także juniorki. Rosjanka wcześniej rozmawiała z Nike o krótkich, czarnych sukienkach, które miałaby włożyć na jej wieczorne mecze podczas US Open 2006. Szarapowa wybrała sukienkę wysadzaną okrągłymi kryształami inspirowaną Audrey Hepburn. Suknia była dobrze nagłaśniana i otrzymywała dobre oceny, ale nie była produkowana na skalę masową. Dodatkowo, Marija Szarapowa projektuje także buty i torebki dla Cole′a Haana.
W 2012 roku wystąpiła w programie Chelsea Handler, gdzie zapowiedziała, że zamierza założyć firmę produkującą cukierki o nazwie „Sugarpova”. Wysokokaloryczne cukierki nie spodobały się rodzicom dzieci, wzbudzając protesty w Australii. Szarapowa zastanawiała się też nad zmianą nazwiska na „Sugarpova” w celu lepszej promocji łakoci w czasie trwania US Open 2013, lecz ostatecznie wycofała się z tego pomysłu.
Szarapowa przez część sezonu 2003 używała rakiety „Prince Triple Threat Hornet”, a do czasu US Open 2004 kilkukrotnie zmieniała modele. Rosjanka podarowała swoją rakietę po finale Wimbledonu 2004 Regisowi Philbinowi, kiedy nagrywano program „Live! with Regis and Kelly”. Następnie Szarapowa zaczęła używać innych rakiet firmy Prince Sport zaprojektowanych specjalnie dla niej. W styczniu 2006 roku zaczęła grać rakietą „Prince O3 White”, a modelem „Prince O3 Speedport Black” w lipcu 2008 roku. Po używaniu rakiet „Prince” przez dziesięć lat, Rosjanka zaczęła korzystać ze sprzętu „Head” w 2011 roku i rozpoczęła użytkowanie „Head YOUTEK IG Instinct”.
Szarapowa wspomagała także w promocję Zimowych Igrzysk Olimpijskich 2014 w Soczi. W czasie igrzysk pełniła rolę korespondentki telewizyjnej stacji NBC. Podczas ceremonii otwarcia tychże zawodów jako pierwsza wbiegła na stadion z pochodnią, od której zapalono znicz olimpijski.

## Nagrody i odznaczenia
Marija Szarapowa została uhonorowana tytułem Zasłużonej Mistrzyni Sportu Federacji Rosyjskiej (2005). Ponadto odznaczono ją w 2012 roku dwoma rosyjskimi Medalami Orderu „Za zasługi dla Ojczyzny”: II stopnia za „aktywną działalność charytatywną” oraz I stopnia „za duży wkład w rozwój kultury fizycznej i sportu oraz wysokie osiągnięcia sportowe na XXX Igrzyskach Olimpijskich w Londynie w 2012 roku”.
Rosjanka otrzymała również wiele nagród sportowych, a także tytułów za zwycięstwa w plebiscytach:
2003
- Newcomer of the Year[414]

2004
- Player of the Year[414]
- Most Improved Player[414]

2005
- ESPY Best Female Tennis Player[380]
- Prix de Citron Roland Garros[415]

2006
- Whirlpool’s 6th Sense Player of the Year[380]

2007
- ESPY Best Female Tennis Player[380]
- ESPY Best International Female Athlete[380]

2008
- ESPY Best Female Tennis Player[416]

2010
- Fan Favorite Singles Player of the Year[414]
- WTA Humanitarian of the Year[414]
- WTA Most Fashionable Player (On Court)[414]
- WTA Most Fashionable Player (Off Court)[414]
- WTA Most Dramatic Expression[414]

2012
- ESPY Best Female Tennis Player[417]

2013
- Fan Favorite Twitter[414]
- Fan Favorite Facebook[414]
- Fan Favorite Match of the Year[414]

2014
- ESPY Best Female Tennis Player[418]
- Fan Favorite Tweet[414]
- Fan Favorite Facebook[414]
- Fan Favourite Grand Slam Match of the Year[414]

## Osiągnięcia w całej karierze
Na podstawie danych z oficjalnej strony WTA.
Dane na dzień 2017-09-07.
Legenda
     W, wygrała turniej
     F, przegrała w finale
     SF, przegrała w półfinale
     QF, przegrała w ćwierćfinale
     4R, 3R, 2R, 1R, przegrała w IV, III, II, I rundzie
     LQ, odpadła w kwalifikacjach
     RR, odpadła w fazie grupowej
     A, nie startowała
     NP5, impreza niższej rangi niż WTA Premier 5
     Nie Tier I, impreza niższej rangi niż Tier I

### Gra pojedyncza
| Wielki Szlem                      |            |            |            |            |            |            |            |            |               |               |               |               |               |               |               |               |               |          |         |     |
| Australian Open                   | A          | A          | 1R         | 3R         | SF         | SF         | F          | W          | A             | 1R            | 4R            | F             | SF            | 4R            | F             | QF            | A             | 1 / 13   | 52–12   | 81% |
| French Open                       | A          | A          | 1R         | QF         | QF         | 4R         | SF         | 4R         | QF            | 3R            | SF            | W             | F             | W             | 4R            | A             | A             | 2 / 13   | 53–11   | 83% |
| Wimbledon                         | A          | A          | 4R         | W          | SF         | SF         | 4R         | 2R         | 2R            | 4R            | F             | 4R            | 2R            | 4R            | SF            | A             | A             | 1 / 13   | 46–12   | 79% |
| US Open                           | A          | A          | 2R         | 3R         | SF         | W          | 3R         | A          | 3R            | 4R            | 3R            | SF            | A             | 4R            | A             | A             | 4R            | 1 / 11   | 35–10   | 78% |
| Bilans spotkań                    | 0–0        | 0–0        | 4–4        | 15–3       | 19–4       | 20–3       | 16–4       | 11–2       | 7–3           | 8–4           | 16–4          | 21–3          | 12–3          | 16–3          | 14–3          | 4–1           | 3–1           | 5 / 50   | 186–45  | 81% |
| Zawody międzynarodowe             |            |            |            |            |            |            |            |            |               |               |               |               |               |               |               |               |               |          |         |     |
| Puchar Federacji                  | A          | A          | A          | A          | A          | A          | A          | W          | A             | A             | F             | SF            | A             | A             | F             | A             | A             | 1 / 4    | 7–1     | 88% |
| Igrzyska olimpijskie              | Nie rozgr. | Nie rozgr. | Nie rozgr. | A          | Nie rozgr. | Nie rozgr. | Nie rozgr. | A          | Nie rozgr.    | Nie rozgr.    | Nie rozgr.    | F             | Nie rozgr.    | Nie rozgr.    | Nie rozgr.    | A             | Nie r.        | 0 / 1    | 5–1     | 83% |
| Mistrzostwa WTA                   |            |            |            |            |            |            |            |            |               |               |               |               |               |               |               |               |               |          |         |     |
| WTA Finals                        | A          | A          | A          | W          | SF         | SF         | F          | A          | A             | A             | RR            | F             | A             | RR            | SF            | A             |               | 1 / 8    | 22–11   | 66% |
| WTA Premier Mandatory             |            |            |            |            |            |            |            |            |               |               |               |               |               |               |               |               |               |          |         |     |
| Indian Wells                      | A          | 2R         | 1R         | 4R         | SF         | W          | 4R         | SF         | A             | 3R            | SF            | F             | W             | 3R            | 4R            | A             | A             | 2 / 13   | 38–11   | 78% |
| Miami                             | A          | A          | 1R         | 4R         | F          | F          | 4R         | A          | A             | A             | F             | F             | F             | SF            | 2R            | A             | A             | 0 / 10   | 33–10   | 77% |
| Madryt                            | Nie rozgr. | Nie rozgr. | Nie rozgr. | Nie rozgr. | Nie rozgr. | Nie rozgr. | Nie rozgr. | Nie rozgr. | A             | 1R            | 3R            | QF            | F             | W             | SF            | A             | 2R            | 1 / 7    | 20–6    | 77% |
| Pekin                             | Nie rozgr. | Nie rozgr. | Nie rozgr. | Nie Tier I | Nie Tier I | Nie Tier I | Nie Tier I | Nie Tier I | 3R            | 2R            | A             | F             | A             | W             | A             | A             |               | 1 / 4    | 13–3    | 81% |
| WTA Premier 5                     |            |            |            |            |            |            |            |            |               |               |               |               |               |               |               |               |               |          |         |     |
| Dubaj                             | Nie Tier I | Nie Tier I | Nie Tier I | Nie Tier I | Nie Tier I | Nie Tier I | Nie Tier I | Nie Tier I | A             | A             | A             | Nie Premier 5 | Nie Premier 5 | Nie Premier 5 | A             | NP5           | A             | 0 / 0    | 0–0     | 0%  |
| Doha                              | Nie Tier 1 | Nie Tier 1 | Nie Tier 1 | Nie Tier 1 | Nie Tier 1 | Nie Tier 1 | Nie Tier 1 | W          | Nie Premier 5 | Nie Premier 5 | Nie Premier 5 | A             | SF            | A             | NP5           | A             | NP5           | 1 / 2    | 8–1     | 89% |
| Rzym                              | A          | A          | A          | 3R         | SF         | A          | A          | SF         | A             | A             | W             | W             | QF            | 3R            | W             | A             | 2R            | 3 / 9    | 27–4    | 87% |
| Kanada                            | A          | A          | 1R         | 3R         | A          | A          | A          | 3R         | F             | A             | 3R            | A             | A             | 3R            | A             | A             | A             | 0 / 6    | 9–5     | 64% |
| Cincinnati                        | Nie rozgr. | Nie rozgr. | Nie rozgr. | Nie Tier I | Nie Tier I | Nie Tier I | Nie Tier I | Nie Tier I | A             | F             | W             | A             | 2R            | SF            | A             | A             | A             | 1 / 4    | 13–3    | 81% |
| Tokio                             | A          | A          | A          | 2R         | W          | SF         | SF         | A          | W             | 1R            | QF            | QF            | A             | Nie Premier 5 | Nie Premier 5 | Nie Premier 5 | Nie Premier 5 | 2 / 8    | 19–6    | 83% |
| Wuhan                             | Nie rozgr. | Nie rozgr. | Nie rozgr. | Nie rozgr. | Nie rozgr. | Nie rozgr. | Nie rozgr. | Nie rozgr. | Nie rozgr.    | Nie rozgr.    | Nie rozgr.    | Nie rozgr.    | Nie rozgr.    | 3R            | 2R            | A             |               | 0 / 2    | 1–2     | 33% |
| Statystyki                        |            |            |            |            |            |            |            |            |               |               |               |               |               |               |               |               |               |          |         |     |
| Rozegrane turnieje                | 1          | 8          | 16         | 20         | 15         | 15         | 13         | 9          | 10            | 13            | 14            | 15            | 10            | 16            | 11            | 1             | 5             | 191      | 191     | 191 |
| Wygrane turnieje                  | 0          | 0          | 2          | 5          | 3          | 5          | 1          | 3          | 1             | 2             | 2             | 3             | 2             | 4             | 2             | 0             | 0             | 35       | 35      | 35  |
| Finały w turniejach               | 0          | 0          | 2          | 6          | 4          | 7          | 4          | 3          | 2             | 5             | 4             | 9             | 5             | 4             | 3             | 0             | 0             | 58       | 58      | 58  |
| Bilans na nawierzchni twardej     | 0–0        | 23–5       | 16–9       | 34–11      | 29–7       | 45–5       | 24–5       | 19–1       | 20–5          | 19–7          | 25–11         | 34–8          | 19–4          | 27–11         | 22–5          | 4–1           | 4–1           | 19 / 111 | 364–96  | 79% |
| Bilans na nawierzchni ziemnej     | 0–1        | 5–0        | 9–2        | 8–3        | 9–3        | 3–1        | 7–2        | 12–2       | 6–2           | 7–2           | 12–2          | 18–1          | 17–2          | 19–1          | 12–3          | 0–0           | 5–3           | 11 / 41  | 149–30  | 83% |
| Bilans na nawierzchni trawiastej  | 0–0        | 0–0        | 9–2        | 12–0       | 10–1       | 8–2        | 7–2        | 1–1        | 5–2           | 7–2           | 6–1           | 8–2           | 1–1           | 3–1           | 5–1           | 0–0           | 0–0           | 3 / 20   | 82–18   | 82% |
| Bilans na nawierzchni dywanowej   | 0–0        | 0–0        | 4–0        | 1–1        | 5–1        | 3–1        | 2–2        | 0–0        | 0–0           | 0–0           | 0–0           | 0–0           | 0–0           | 0–0           | 0–0           | 0–0           | 0–0           | 2 / 7    | 15–5    | 69% |
| Ogólny bilans spotkań             | 0–1        | 28–5       | 38–13      | 55–15      | 53–12      | 59–9       | 40–11      | 32–4       | 31–9          | 33–11         | 43–14         | 60–11         | 37–7          | 49–13         | 39–9          | 4–1           | 9–4           | 35 / 179 | 610–149 | 80% |
| Procent wygranych                 | 0%         | 85%        | 75%        | 79%        | 82%        | 87%        | 78%        | 89%        | 78%           | 75%           | 74%           | 85%           | 84%           | 79%           | 83%           | 80%           | 69%           | 80%      | 80%     | 80% |
| Miejsce w rankingu na koniec roku | –          | 186        | 32         | 4          | 4          | 2          | 5          | 9          | 14            | 18            | 4             | 2             | 4             | 2             | 4             | –             |               |          |         |     |

### Gra podwójna
| Wielki Szlem                             |                |                |                |                |                |                |                |                |                |                |                |                |                |               |               |               |               |       |    |    |
| Australian Open                          | A              | A              | 2R             | 2R             | A              | A              | A              | A              | A              | A              | A              | A              | A              | A             | A             | A             | A             | 2–2   |    |    |
| French Open                              | A              | A              | A              | A              | A              | A              | A              | A              | A              | A              | A              | A              | A              | A             | A             | A             | A             | 0–0   |    |    |
| Wimbledon                                | A              | A              | A              | A              | A              | A              | A              | A              | A              | A              | A              | A              | A              | A             | A             | A             | A             | 0–0   |    |    |
| US Open                                  | A              | A              | 2R             | A              | A              | A              | A              | A              | A              | A              | A              | A              | A              | A             | A             | A             | A             | 1–1   |    |    |
| Bilans spotkań                           | 0–0            | 0–0            | 2–2            | 1–1            | 0–0            | 0–0            | 0–0            | 0–0            | 0–0            | 0–0            | 0–0            | 0–0            | 0–0            | 0–0           | 0–0           | 0–0           | 0–0           | 3–3   |    |    |
| WTA Premier Mandatory                    |                |                |                |                |                |                |                |                |                |                |                |                |                |               |               |               |               |       |    |    |
| Indian Wells                             | A              | 2R             | A              | 2R             | A              | A              | A              | A              | 1R             | A              | A              | A              | A              | A             | A             | A             | A             | 2–3   |    |    |
| Miami                                    | A              | A              | 1R             | 1R             | A              | A              | A              | A              | A              | A              | A              | A              | A              | A             | A             | A             | A             | 0–2   |    |    |
| Madryt                                   | Nie rozgr.     | Nie rozgr.     | Nie rozgr.     | Nie rozgr.     | Nie rozgr.     | Nie rozgr.     | Nie rozgr.     | Nie rozgr.     | A              | A              | A              | A              | A              | A             | A             | A             | A             | 0–0   |    |    |
| Pekin                                    | Nie rozgr.     | Nie rozgr.     | Nie rozgr.     | Nie Tier I     | Nie Tier I     | Nie Tier I     | Nie Tier I     | Nie Tier I     | A              | A              | A              | A              | A              | A             | A             | A             | A             | 0–0   |    |    |
| WTA Premier 5                            |                |                |                |                |                |                |                |                |                |                |                |                |                |               |               |               |               |       |    |    |
| Dubaj                                    | Nie Tier I     | Nie Tier I     | Nie Tier I     | Nie Tier I     | Nie Tier I     | Nie Tier I     | Nie Tier I     | Nie Tier I     | A              | A              | A              | Nie Premier 5  | Nie Premier 5  | Nie Premier 5 | A             | Nie P5        | A             | 0–0   |    |    |
| Doha                                     | Nie Tier 1     | Nie Tier 1     | Nie Tier 1     | Nie Tier 1     | Nie Tier 1     | Nie Tier 1     | Nie Tier 1     | A              | Nie Premier 5  | Nie Premier 5  | Nie Premier 5  | A              | A              | A             | Nie P5        | A             | Nie P5        | 0–0   |    |    |
| Rzym                                     | A              | A              | A              | 2R             | A              | A              | A              | A              | A              | A              | A              | A              | A              | A             | A             | A             | A             | 0–1   |    |    |
| Kanada                                   | A              | A              | A              | A              | A              | A              | A              | A              | A              | A              | A              | A              | A              | A             | A             | A             | A             | 0–0   |    |    |
| Cincinnati                               | Nie rozgr.     | Nie rozgr.     | Nie rozgr.     | Nie Tier I     | Nie Tier I     | Nie Tier I     | Nie Tier I     | Nie Tier I     | A              | A              | A              | A              | A              | A             | A             | A             | A             | 0–0   |    |    |
| Tokio                                    | A              | A              | A              | A              | A              | A              | A              | A              | A              | A              | A              | A              | A              | Nie Premier 5 | Nie Premier 5 | Nie Premier 5 | Nie Premier 5 | 0–0   |    |    |
| Wuhan                                    | Nie rozgrywany | Nie rozgrywany | Nie rozgrywany | Nie rozgrywany | Nie rozgrywany | Nie rozgrywany | Nie rozgrywany | Nie rozgrywany | Nie rozgrywany | Nie rozgrywany | Nie rozgrywany | Nie rozgrywany | Nie rozgrywany | A             | A             | A             | A             | 0–0   |    |    |
| Statystyki                               |                |                |                |                |                |                |                |                |                |                |                |                |                |               |               |               |               |       |    |    |
| Rozegrane turnieje                       | 0              | 2              | 7              | 9              | 1              | 0              | 0              | 0              | 1              | 0              | 0              | 0              | 0              | 0             | 0             | 0             | 0             | 20    | 20 | 20 |
| Wygrane turnieje                         | 0              | 2              | 0              | 1              | 0              | 0              | 0              | 0              | 0              | 0              | 0              | 0              | 0              | 0             | 0             | 0             | 0             | 3     | 3  | 3  |
| Finały w turniejach                      | 0              | 2              | 0              | 2              | 0              | 0              | 0              | 0              | 0              | 0              | 0              | 0              | 0              | 0             | 0             | 0             | 0             | 4     | 4  | 4  |
| Bilans spotkań na nawierzchni twardej    | 0–0            | 1–2            | 11–5           | 4–6            | 0–0            | 0–0            | 0–0            | 0–0            | 0–1            | 0–0            | 0–0            | 0–0            | 0–0            | 0–0           | 0–0           | 0–0           | 0–0           | 16–14 |    |    |
| Bilans spotkań na nawierzchni ziemnej    | 0–0            | 0–0            | 0–0            | 3–2            | 0–0            | 0–0            | 0–0            | 0–0            | 0–0            | 0–0            | 0–0            | 0–0            | 0–0            | 0–0           | 0–0           | 0–0           | 0–0           | 3–2   |    |    |
| Bilans spotkań na nawierzchni trawiastej | 0–0            | 0–0            | 0–0            | 4–1            | 0–0            | 0–0            | 0–0            | 0–0            | 0–0            | 0–0            | 0–0            | 0–0            | 0–0            | 0–0           | 0–0           | 0–0           | 0–0           | 4–1   |    |    |
| Bilans spotkań na nawierzchni dywanowej  | 0–0            | 0–0            | 0–0            | 0–0            | 0–0            | 0–0            | 0–0            | 0–0            | 0–0            | 0–0            | 0–0            | 0–0            | 0–0            | 0–0           | 0–0           | 0–0           | 0–0           | 0–0   |    |    |
| Ogólny bilans spotkań                    | 0–0            | 1–2            | 11–5           | 11–8           | 0–1            | 0–0            | 0–0            | 0–0            | 0–1            | 0–0            | 0–0            | 0–0            | 0–0            | 0–0           | 0–0           | 0–0           | 0–0           | 23–17 |    |    |
| Procent wygranych                        | 0%             | 33%            | 69%            | 58%            | 0%             | 0%             | 0%             | 0%             | 0%             | 0%             | 0%             | 0%             | 0%             | 0%            | 0%            | 0%            | 0%            | 57,5% |    |    |
| Miejsce w rankingu na koniec roku        | –              |                | 79             | 83             |                | –              | –              | –              |                | –              | –              | –              | –              | –             | –             | –             | –             |       |    |    |

### Gra mieszana
| Wielki Szlem                             |     |     |     |     |     |     |     |     |     |     |     |     |     |     |     |     |     |       |
| Australian Open                          | A   | A   | A   | A   | A   | A   | A   | A   | A   | A   | A   | A   | A   | A   | A   | A   | A   | 0–0   |
| French Open                              | A   | A   | A   | A   | A   | A   | A   | A   | A   | A   | A   | A   | A   | A   | A   | A   | A   | 0–0   |
| Wimbledon                                | A   | A   | A   | A   | A   | A   | A   | A   | A   | A   | A   | A   | A   | A   | A   | A   | A   | 0–0   |
| US Open                                  | A   | A   | A   | QF  | A   | A   | A   | A   | A   | A   | A   | A   | A   | A   | A   | A   | A   | 2–1   |
| Bilans spotkań                           | 0–0 | 0–0 | 0–0 | 2–1 | 0–0 | 0–0 | 0–0 | 0–0 | 0–0 | 0–0 | 0–0 | 0–0 | 0–0 | 0–0 | 0–0 | 0–0 | 0–0 | 2–1   |
| Statystyki                               |     |     |     |     |     |     |     |     |     |     |     |     |     |     |     |     |     |       |
| Rozegrane turnieje                       | 0   | 0   | 0   | 1   | 0   | 0   | 0   | 0   | 0   | 0   | 0   | 0   | 0   | 0   | 0   | 0   | 0   | 1     |
| Wygrane turnieje                         | 0   | 0   | 0   | 0   | 0   | 0   | 0   | 0   | 0   | 0   | 0   | 0   | 0   | 0   | 0   | 0   | 0   | 0     |
| Finały w turniejach                      | 0   | 0   | 0   | 0   | 0   | 0   | 0   | 0   | 0   | 0   | 0   | 0   | 0   | 0   | 0   | 0   | 0   | 0     |
| Bilans spotkań na nawierzchni twardej    | 0–0 | 0–0 | 0–0 | 2–1 | 0–0 | 0–0 | 0–0 | 0–0 | 0–1 | 0–0 | 0–0 | 0–0 | 0–0 | 0–0 | 0–0 | 0–0 | 0–0 | 2–1   |
| Bilans spotkań na nawierzchni ziemnej    | 0–0 | 0–0 | 0–0 | 0–0 | 0–0 | 0–0 | 0–0 | 0–0 | 0–0 | 0–0 | 0–0 | 0–0 | 0–0 | 0–0 | 0–0 | 0–0 | 0–0 | 0–0   |
| Bilans spotkań na nawierzchni trawiastej | 0–0 | 0–0 | 0–0 | 0–0 | 0–0 | 0–0 | 0–0 | 0–0 | 0–0 | 0–0 | 0–0 | 0–0 | 0–0 | 0–0 | 0–0 | 0–0 | 0–0 | 0–0   |
| Bilans spotkań na nawierzchni dywanowej  | 0–0 | 0–0 | 0–0 | 0–0 | 0–0 | 0–0 | 0–0 | 0–0 | 0–0 | 0–0 | 0–0 | 0–0 | 0–0 | 0–0 | 0–0 | 0–0 | 0–0 | 0–0   |
| Ogólny bilans spotkań                    | 0–0 | 0–0 | 0–0 | 2–1 | 0–0 | 0–0 | 0–0 | 0–0 | 0–0 | 0–0 | 0–0 | 0–0 | 0–0 | 0–0 | 0–0 | 0–0 | 0–0 | 2–1   |
| Procent wygranych                        | 0%  | 0%  | 0%  | 67% | 0%  | 0%  | 0%  | 0%  | 0%  | 0%  | 0%  | 0%  | 0%  | 0%  | 0%  | 0%  | 0%  | 66,7% |

## Pieniądze zarobione w karierze na korcie
Dane na dzień 2017-11-06.
| Rok     | Wielkoszlemowe tytuły singlowe | WTA tytuły singlowe | Tytuły singlowe razem | Zarobiono ($) | Miejsce w rankingu zarobków |
| ------- | ------------------------------ | ------------------- | --------------------- | ------------- | --------------------------- |
| 2003    | 0                              | 2                   | 2                     | 222 005       | 51                          |
| 2004    | 1                              | 4                   | 5                     | 2 506 263     | 1                           |
| 2005    | 0                              | 3                   | 3                     | 1 921 283     | 5                           |
| 2006    | 1                              | 4                   | 5                     | 3 799 501     | 2                           |
| 2007    | 0                              | 1                   | 1                     | 1 758 550     | 7                           |
| 2008    | 1                              | 2                   | 3                     | 1 937 879     | 6                           |
| 2009    | 0                              | 1                   | 1                     | 923 619       | 15                          |
| 2010    | 0                              | 2                   | 2                     | 651 279       | 31                          |
| 2011    | 0                              | 2                   | 2                     | 2 899 148     | 6                           |
| 2012    | 1                              | 2                   | 3                     | 6 508 296     | 3                           |
| 2013    | 0                              | 2                   | 2                     | 3 544 222     | 4                           |
| 2014    | 1                              | 3                   | 4                     | 5 839 357     | 2                           |
| 2015    | 0                              | 2                   | 2                     | 3 949 284     | 6                           |
| 2017    | 0                              | 1                   | 1                     | 544,990       | 66                          |
| Kariera | 5                              | 31                  | 36                    | 37,029,476    | 3                           |

## Bilans spotkań przeciwko pierwszej dziesiątce rankingu WTA
Dane na dzień 2017-04-24.
| Rywalka              | Liczba meczów | Bilans  | W%   | Twarda       | Ceglana     | Trawiasta   | Dywanowa  |
| Serena Williams      | 21            | 2-19    | 9%   | 1-12         | 0-4         | 1-3         | 0-0       |
| Samantha Stosur      | 17            | 15-2    | 88%  | 7-2          | 5-0         | 2-0         | 1-0       |
| Agnieszka Radwańska  | 15            | 13-2    | 87%  | 9-2          | 4-0         | 0-0         | 0-0       |
| Li Na                | 15            | 10-5    | 67%  | 5-2          | 4-1         | 1-2         | 0-0       |
| Wiktoryja Azaranka   | 15            | 8-7     | 53%  | 4-6          | 4-0         | 0-0         | 0-1       |
| Ana Ivanović         | 14            | 10-4    | 71%  | 6-1          | 4-2         | 0-0         | 0-1       |
| Swietłana Kuzniecowa | 13            | 8-5     | 62%  | 8-3          | 0-1         | 0-1         | 0-0       |
| Jelena Diemientjewa  | 12            | 9-3     | 75%  | 6-3          | 2-0         | 1-0         | 0-0       |
| Petra Kvitová        | 11            | 7-4     | 64%  | 5-3          | 2-0         | 0-1         | 0-0       |
| Daniela Hantuchová   | 10            | 9-1     | 90%  | 8-0          | 0-0         | 1-0         | 0-1       |
| Justine Henin        | 10            | 3-7     | 30%  | 3-4          | 0-3         | 0-0         | 0-0       |
| Nadieżda Pietrowa    | 10            | 9-1     | 90%  | 7-1          | 1-0         | 1-0         | 0-0       |
| Wiera Zwonariowa     | 10            | 7-3     | 70%  | 6-3          | 1-0         | 0-0         | 0-0       |
| Caroline Wozniacki   | 10            | 6-4     | 60%  | 3-4          | 3-0         | 0-0         | 0-0       |
| Kim Clijsters        | 9             | 4-5     | 44%  | 3-5          | 0-0         | 1-0         | 0-0       |
| Jelena Janković      | 9             | 8-1     | 89%  | 6-0          | 1-0         | 1-1         | 0-0       |
| Marija Kirilenko     | 8             | 6-2     | 75%  | 5-2          | 0-0         | 1-0         | 0-0       |
| Venus Williams       | 8             | 5-3     | 63%  | 4-1          | 1-0         | 0-2         | 0-0       |
| Anna Czakwetadze     | 7             | 7-0     | 100% | 4-0          | 2-0         | 1-0         | 0-0       |
| Dinara Safina        | 7             | 4-3     | 57%  | 5-0          | 0-0         | 1-1         | 0-0       |
| Jekatierina Makarowa | 6             | 6-0     | 100% | 4-0          | 2-0         | 0-0         | 0-0       |
| Dominika Cibulková   | 6             | 3-3     | 50%  | 0-1          | 2-2         | 1-0         | 0-0       |
| Angelique Kerber     | 6             | 3-3     | 50%  | 1-1          | 2-1         | 0-1         | 0-0       |
| Flavia Pennetta      | 6             | 3-3     | 50%  | 2-3          | 0-0         | 0-1         | 0-0       |
| Lindsay Davenport    | 6             | 5-1     | 83%  | 3-1          | 0-0         | 1-0         | 1-0       |
| Sara Errani          | 6             | 5-1     | 83%  | 3-0          | 2-1         | 0-0         | 0-0       |
| Lucie Šafářová       | 6             | 4-2     | 67%  | 2-0          | 2-2         | 0-0         | 0-0       |
| Simona Halep         | 8             | 7-1     | 88%  | 5-1          | 2-0         | 0-0         | 0-0       |
| Marion Bartoli       | 5             | 5-0     | 100% | 4-0          | 0-0         | 1-0         | 0-0       |
| Carla Suárez Navarro | 5             | 4-1     | 80%  | 3-1          | 1-0         | 0-0         | 0-0       |
| Anastasija Myskina   | 5             | 2-3     | 40%  | 2-3          | 0-0         | 0-0         | 0-0       |
| Eugenie Bouchard     | 4             | 4-0     | 100% | 2-0          | 2-0         | 0-0         | 0-0       |
| Amélie Mauresmo      | 4             | 1-3     | 25%  | 1-2          | 0-0         | 0-1         | 0-0       |
| Mary Pierce          | 4             | 3-1     | 75%  | 2-1          | 1-0         | 0-0         | 0-0       |
| Francesca Schiavone  | 4             | 4-0     | 100% | 2-0          | 0-0         | 1-0         | 1-0       |
| Martina Hingis       | 3             | 2-1     | 67%  | 2-0          | 0-0         | 0-0         | 0-1       |
| Jennifer Capriati    | 1             | 0-1     | 0%   | 0-1          | 0-0         | 0-0         | 0-0       |
| Kimiko Date-Krumm    | 1             | 0-1     | 0%   | 0-1          | 0-0         | 0-0         | 0-0       |
| Jelena Dokić         | 1             | 1-0     | 100% | 0-0          | 0-0         | 1-0         | 0-0       |
| Monica Seles         | 1             | 0-1     | 0%   | 0-1          | 0-0         | 0-0         | 0-0       |
| Razem                | 292           | 192–100 | 66%  | 128-65 (66%) | 47-19 (71%) | 17-11 (61%) | 3-5 (38%) |